# FC Glarus
Der Fussballclub Glarus ist ein Fussballverein aus Glarus (Schweiz). Die erste Mannschaft spielt aktuell in der 2. Liga des Ostschweizer Fussballverbandes (OFV). Bekannt wurde der FC Glarus, als er 1988 in die damalige Nationalliga B aufstieg.

## Geschichte

### 1912–1920
Der FC Glarus wurde am 22. Januar 1912 als FC Linth-Glarus im Restaurant «Erlenbräu» in Glarus gegründet. Der erste Vereinsvorstand setzte sich aus Otto Kubli (Gründungspräsident), Christian Bieri, Balthasar Elmer (Aktuar) und Fritz Karius zusammen. Am 2. Februar 1912 trafen sich die Gründungsmitglieder wieder, da Otto Kubli sein Präsidenten-Amt ablehnte. Für ihn wurde Christian Bieri zum neuen Vorsitzenden gewählt. Bei der Diskussion um das Spielfeld einigte man sich auf den Platz neben dem Eisfeld auf «Erlen». Als Grundlage für die Statuten dienten jene des FC Kickers Luzern.
Auf den 16. März 1912 wurde mit dem FC Wädenswil das erste Wettspiel vereinbart. Jedoch warteten die Glarner Spieler am besagten Datum vergebens auf die Spieler aus Wädenswil. Es stellte sich heraus, dass beim Vereinbaren dieses Spieles nicht klar kommuniziert wurde, wo dieses Spiel stattfinden sollte. So warteten am selben Datum die Wädenswiler auf ihrem Sportplatz «Geeren» auf den Besuch der Glarner. Das erste Spiel des FC Linth-Glarus (jeweils kurz FC Linth genannt) fand dann am Ostermontag am 8. April 1912 statt. Die vierte Mannschaft des FC St. Gallen war auf dem Eisfeld in Glarus zu Gast und siegte hoch mit 0:7.
Am 12. Januar 1913 fand in Näfels eine Versammlung statt, die vom FC Linth und von interessierten Fussballern aus Näfels einberufen wurde. Es sollte die Frage einer allfälligen Fusion mit den Näfelser Sportfreunden besprochen werden, wobei man von Seiten des FC Linth die Ansicht vertreten wollte, auf die Näfelser Fussballer keinerlei Druck auszuüben, sofern diese einen selbständigen Verein gründen wollten. Der erste Versuch einer Fusion scheiterte zunächst. Am 24. März 1913 trugen die Stadt-Glarner ein Wettspiel gegen den FC Näfels aus. Das Spiel endete mit einem klaren 13:0-Erfolg des FC Linth-Glarus. Der Gedanke einer Fusion der beiden Vereine blieb jedoch wach, und am 7. Dezember 1913 beschloss eine nach Näfels einberufene gemeinsame Versammlung grundsätzlich die Vereinigung der beiden Vereine (FC Linth-Näfels).
Der Ausbruch des Ersten Weltkrieges legte den Fussballsport auch im Glarnerland lahm. Verschiedene Mitglieder hatten Aktivdienst zu leisten, und der Vereinsvorstand trat zurück.
1916 trafen sich in Näfels sieben frühere Mitglieder zur Neugründung des FC Linth-Näfels. Doch auch dem wieder gegründeten Verein war kein Glück beschieden. Die sportliche Tätigkeit in den Jahren 1916 bis 1919 blieb sehr bescheiden, und so wurde Anfang 1920 ein erneuter Versuch einer Wiedergründung eines eigenen Vereins in Glarus unternommen. Die Neugründung des Fussballclubs Linth Glarus erfolgte am 30. Mai 1920. Ende Juli beschloss man die Erstellung von Torgestängen, die Anschaffung von Jerseys in Rot-Schwarz und die Austragung eines Wettspieles gegen die zweite Mannschaft des FC Chur. Das Spiel ging am 8. August 1920 in Chur knapp mit 4:3 verloren. Das Rückspiel am 22. August 1920 endete mit einem 4:2-Erfolg der Glarner vor einer Zuschauerkulisse von 400 Personen.

### 1921–1930
Ein Gesuch an den Gemeinderat, das Eisfeld zu vergrössern und zu einem Turn- und Sportplatz auszubauen, wurde 1921 abschlägig beantwortet. Die stetig ansteigende Mitgliederzahl liess bereits die Bildung einer zweiten Mannschaft zu. Ferner beschloss die Vereinsversammlung, den Clubnamen auf «Fussballclub Glarus» abzuändern.
Am 16. Mai 1921 lud der FC Glarus zum ersten internationalen Spiel in Glarus ein. Die dritte Mannschaft des FC Konstanz war zu Gast. Im Herbst 1921 beschloss der Gemeinderat, dem Verein im Buchholz das notwendige Areal zur Verfügung zu stellen. Die leidige Platzfrage ging einem guten Ende entgegen.
Mit der Schaffung des neuen Sportplatzes hatte man eine Aufwärtsbewegung im Verein erwartet, stattdessen trat unverhofft eine gegenteilige Entwicklung ein. Ein starker Mitgliederschwund und aufkommende Disziplinlosigkeit einzelner Mitglieder waren zu verzeichnen. Mitgliederschwund, sportliche Misserfolge und eine zusehends angespannte finanzielle Lage veranlassten die Versammlung vom 28. September 1927, sich über die künftige Beteiligung an Meisterschaftsspielen zu befassen. Der Vorstand unterbreitete der Versammlung einen Vorschlag, der zu einem Entscheid in der Grundsatzfrage: Rückzug von der Meisterschaft oder erneute Fusion mit dem FC Näfels führen sollte. Nach einer turbulenten Diskussion wurde mit 12:3 Stimmen beschlossen, mit dem in ähnlicher Lage befindlichen «Erzfeind» in Unterhandlung zu treten. Zum zweiten Mal hatte nunmehr der FC Glarus aus widrigen Umständen heraus seine Eigenständigkeit aufgeben müssen. Der Fusion lag der Gedanke zugrunde, dass nur vereintes Marschieren die Sache des Fussballsportes im Kanton Glarus erhalten könne. Aber auch diese zweite Verschmelzung brachte – wie schon Jahre zuvor – nicht den erhofften Aufschwung. Sich rasch folgende Demissionen im Vorstand und zusehends grössere Uneinigkeit zwischen ehemals FC-Glarus- und FC-Näfels-Angehörigen mündeten Ende 1929 in einem kollektiven Austritt der in Näfels ansässigen Mitglieder bzw. zu einer Neugründung des FC Näfels. Eine Neugründung des FC Glarus erfolgte postwendend, und die neuformierte Mannschaft beteiligte sich in der Saison 1929/30 an der Meisterschaft der Serie D.
Mit der wiedererlangten Eigenständigkeit kehrte auch der sportliche Erfolg zurück: Gruppensieg und Bestreitung der Promotionsspiele. Am 16. März 1930 traf die Glarner Elf im Buchholz auf den FC Perlen LU und siegte mit 7:2. Eine deutliche Niederlage mit 1:4 beim FC Zürich III machte nur eine Woche später alle Aufstiegshoffnungen zunichte. Auch die Saison 1930/31 endete mit dem Gruppensieg für die Glarner. Das Ausscheidungsspiel gegen die vierte Mannschaft des FC Zürich ging zwar verloren, dennoch spielte man in der darauffolgenden Saison (1931/32) in der Serie C (4. Liga).

### 1931–1940
Den Höhepunkt der Saison 1931/32 bildete ein Freundschaftsspiel am 5. Juni 1932 auf dem Zürcher Letzigrund gegen die dritte Mannschaft des FC Zürich als Vorspiel der Finalbegegnung um die Schweizer Meisterschaft zwischen dem Platzclub und Urania Genf vor über 4'000 Zuschauern. Ansonsten war diese Saison, in welcher man in der Serie C (4. Liga) antrat, ein Desaster. Aufgrund eines unerlaubten Übertritts von Top-Torschütze Werner Frieden gingen die beiden Hinrunden-Partien gegen den FC Uster (6:3-Sieg) und den FC Näfels (4:0-Sieg) Forfait mit 0:3 verloren. Auch im Spiel gegen den FC Rapperswil wurden unqualifizierte Spieler eingesetzt (Fritz Grob und Mathis Brunner). Auch dieses Spiel ging mit 0:3 Forfait verloren. Die Spieler Fritz Grob und Mathis Brunner und der verantwortliche Captain Paul Vogel-Weber wurden mit je einem halben Jahr «Boykott» bestraft. Zu den letzten beiden Saisonspielen gegen den FC Dübendorf und die Sea-Boys aus Stäfa trat man gar nicht mehr an und gab diese Spiele Forfait 0:3 verloren. Somit war das Abenteuer Serie C (4. Liga) nach nur einem Jahr schon wieder beendet.
In der Saison 1933/34 konnte erneut die Gruppenmeisterschaft erkämpft werden. Die Gruppengegner waren: Lachen II a, Lachen II b, Tuggen, Uznach, Schmerikon, Rapperswil II, Rüti II, Wetzikon II und Näfels. Mit zwei deutlichen Siegen gegen den FC Horgen III (7:0 und 4:1) sicherte sich das Team den Titel eines Regionalmeisters.
Die Spielzeit 1934/35 nahm der Verein in der 4. Liga in Angriff. Auch in der höheren Spielklasse hievte sich das Team gleich an die Tabellenspitze, und nach Beendigung der Punkteserie kam es zwischen den punktegleichen Mannschaften des FC Glarus und der Sea-Boys Stäfa zu einem Stichkampf, den die Glarner mit 2:3 nach Verlängerung verloren. Gruppengegner waren: Horgen II, Lachen II, Thalwil II, Schmerikon I, Wädenswil II und Stäfa I (Sea Boys).
Eine Zunahme an Aktivmitgliedern ermöglichte es dem Verein, für die Saison 1935/36 erstmals zwei Mannschaften zu stellen (beim Verband waren zu diesem Zeitpunkt 32 Spieler für den FC Glarus angemeldet). Einmal mehr beendigte die erste Mannschaft die Saison hinter den Sea-Boys aus Stäfa auf dem Ehrenplatz, und auch in der Folgesaison sollte es nicht anders sein. Wieder musste sich der FC Glarus (zum dritten Mal hintereinander) mit dem Ehrenplatz begnügen.
Die zweite Mannschaft beendete die Saison 1937/38 auf dem 4. Platz von insgesamt 7 Teams.
In der Saison 1938/39 erreichte der FC Glarus zum fünften Mal hintereinander den 2. Platz in der 4. Liga.
Mit grossen Ambitionen nahm man die Saison 1939/40 in Angriff, hatte der Verein doch eine gute Mischung jüngerer und älterer Spieler gefunden und wollte endlich den «Fluch» der zweiten Plätze loswerden. Doch der Ausbruch des Zweiten Weltkriegs im September 1939 machte vorerst alle Pläne zunichte. Viele Aktivmitglieder hatten Militärdienst zu leisten, und das Vereinsleben wurde dadurch stark beeinträchtigt.
Ein grosses Glück für den Verein war, dass die Liegenschaften-Kommission der Gemeinde Glarus sehr grosses Verständnis zeigte und den Sportplatz nie für die sogenannte «Anbauschlacht» heranzog.
Die Gruppen-Gegner in der Linthgruppe der Region Zürich waren: FC Näfels I, FC Niederurnen I, FC Lachen II, FC Rapperswil I, FC Rüti I, FC Uznach I, FC Schmerikon I und FC Wald I. Der FC Glarus war jedoch mit der Gruppengrösse nicht einverstanden. Das Protestschreiben gegen die zu grosse Gruppeneinteilung hatte aber keinen Erfolg, und nun musste man sich wohl oder übel auf eine strenge Saison vorbereiten. Am Ende resultierte der 5. Tabellenplatz.

### 1941–1950
Was in unzähligen Anläufen auf dem Spielfeld misslungen war, erreichte der FC Glarus im Jahr 1942 am «grünen Tisch»: den langersehnten Aufstieg in die 3. Liga. Da der FC Niederurnen als Gruppensieger und Aufsteiger vom Umstand, wenige Spieler im Militärdienst zu haben, profitiert hatte, gelangte die Vereinsführung mit einem Gesuch um eine ausserordentliche Promotion vor die Regional-Delegierten-Versammlung. Mit grosser Mehrheit entsprachen die Delegierten diesem Ansinnen, und so kam der angestrebte Aufstieg auf diese ungewöhnliche Weise zustande.
Schon seit vielen Jahren hatte sich die Vereinsführung stets mit dem Gedanken befasst, eine Juniorenbewegung ins Leben zu rufen. Aus personellen und organisatorischen Gründen musste dieses Vorhaben jedoch stets verschoben werden. 1942 wurde ein Juniorenreglement von der Mitgliederversammlung genehmigt und in Kraft gesetzt.
Mit Beendigung des Zweiten Weltkriegs normalisierten sich auch das Vereinsleben und der Spielbetrieb, was sich sofort in den sportlichen Leistungen positiv niederschlug. 1945 stieg die zweite Mannschaft ebenfalls in die 3. Liga auf, und bereits ein Jahr später errang die erste Mannschaft erstmals in der Vereinsgeschichte den Gruppensieg in der 3. Liga.
Am 19. Mai 1946 trafen im «Buchholz» der FC Glarus und der FC Rorschach aufeinander. Das Spiel endete mit einem 1:4-Erfolg für die Gäste. Am 2. Juni hatten die Glarner bei der zweiten Mannschaft des FC Kreuzlingen anzutreten. Mit einem 1:4-Rückstand zur Pause bahnte sich in der Tat eine Kanterniederlage an, die sich letztlich mit einem Score von 2:7 auch einstellte.
Auch in der folgenden Spielzeit 1946/47 hiess der Gruppensieger FC Glarus. Doch auch diesmal erwiesen sich die Gegner als stärker, obschon sich die Glarner Elf bedeutend besser als ein Jahr zuvor in Szene zu setzen wusste. Einem klaren 5:1-Heimsieg gegen den FC Rorschach (und damit der geglückten Revanche für die Heimniederlage ein Jahr zuvor) folgte eine bittere Niederlage in Weinfelden (2:5). Da nach Abschluss der Aufstiegspoule jede Mannschaft zwei Punkte verzeichnete, musste die ganze Runde wiederholt werden. Nach einem Auswärtssieg mit 2:4 Toren in Rorschach durfte man sehr optimistisch an einen Aufstieg glauben. Umso ernüchternder fiel das abschliessende Heimspiel gegen den FC Weinfelden aus. Eine 1:2-Niederlage machte alle Hoffnungen zunichte und verurteilte den FC Glarus zu einem erneuten Anlauf in der 3. Liga.
Nach Beendigung des Meisterschaftspensums der Saison 1947/48 hatte die Rangliste folgendes Aussehen:
- 1. FC Glarus – 28 Punkte (16 Spiele)
- 2. FC Blue Stars Zürich II – 23 Punkte (16 Spiele)
- 3. Grasshopper Club Zürich IIIa – 20 Punkte (16 Spiele)

Einmal mehr qualifizierte sich somit die Glarner Elf für die Aufstiegsspiele zur 2. Liga. Zur Vorbereitung auf die zu erwartenden schweren Spiele mass sich die Mannschaft am 9. Mai 1948 mit dem Erstligisten FC Höngg und siegte mühelos mit 4:1.
Am 30. Mai 1948 siegte der FC Glarus gegen die Spielvereinigung Schaffhausen mit 2:1. Nach diesem hartumkämpften Auswärtssieg folgte eine Woche später das Heimspiel gegen Juventus Zürich, das die Glarner mit 5:0 für sich entschieden.
Im Hinblick auf die kommende Saison in der 2. Liga beschloss die Hauptversammlung 1948 ein neues Spesenreglement, wonach der Verein bei Vormittagsspielen die ganzen Bahnspesen übernehmen sollte, bei Nachmittagsspielen aber jeder Spieler 1.50 Franken selbst zu tragen hatte. Als Belohnung für den erreichten Aufstieg liess der Verein jedem Spieler die Kosten einer Italienreise in Höhe von 50 Franken zukommen; die mitreisenden Vorstandsmitglieder mussten sich mit der Hälfte begnügen.
Die erste Saison in der höchsten Regionalklasse bestritt der FC Glarus in der Gruppe der Region Zürich, und mit einem 4. Rang wurde eine erfreulich gute Platzierung erreicht.
Auf die Saison 1949/50 erfolgte die (ungeliebte) Umteilung der Glarner Vereine von der Region Zürich in den Bereich des Ostschweizer Fussball-Verbands (OFV). Mit grossen Aspirationen startete die Elf im bewährten «WM-System offensiv» in die neue Saison. Mit fünf Siegen in Serie – darunter ein 2:1 gegen den Kantonsrivalen FC Näfels – fiel der Saisonbeginn optimal aus. Eine 0:1-Niederlage im letzten Spiel des Jahres beim FC Gossau verdarb der Mannschaft den Titel eines Wintermeisters. Eine weitere 0:1-Niederlage gegen den FC Frauenfeld liess im Frühjahr die Chancen auf den Gruppensieg endgültig schwinden. Letztlich klassierte sich die Glarner Elf mit 28 Punkten aus 20 Spielen (2-Punkte-Regel) im 3. Rang.
Der Start in die Saison 1950/51 fiel denn auch nicht sehr verheissungsvoll aus. Die Rückrunde gestaltete die Mannschaft dann erfreulicher, und ein 4. Schlussrang durfte sich durchaus sehen lassen. Die zweite Mannschaft musste am Ende der Saison den Abstieg in die 4. Liga in Kauf nehmen.

### 1951–1960
Ein verpatzter Rückrundenstart in der Saison 1951/52 warf die erste Mannschaft auf den dritten Schlussrang zurück; der angestrebte Gruppensieg wurde wiederum verfehlt. Um einen einzigen Punkt verpasste die Reservemannschaft den Gruppensieg und damit den sofortigen Wiederaufstieg.
Die Spielzeit 1952/53 stand im Zeichen des Abstiegskampfes der ersten Mannschaft und des geglückten Wiederaufstieges des Reserveteams. Nach dem mit 4:2 in Widnau verloren gegangenen Duell der beiden Tabellenletzten im ersten Spiel des Frühjahres 1953 übernahm der FC Glarus vorübergehend die «rote Laterne». Ein Formanstieg zur richtigen Zeit und ein vorentscheidendes 3:4 in Näfels bedeutete aber doch noch den Ligaerhalt.
An der Mitgliederversammlung vom August 1952 schlug der Vorstand der Versammlung vor, dass in absehbarer Zeit alle Spieler wieder einmal ein einheitliches Dress anschaffen sollten. Dies sollte aus schwarzer Hose, schwarzen Socken mit weissen Überschlägen und einem weissen Hemd mit Monogramm bestehen. Ein Antrag, dass für die Spieler der ersten Mannschaft die Anschaffungskosten vom Verein übernommen werden sollten, wurde deutlich abgelehnt.
Die sportliche Talfahrt setzte sich auch in der Saison 1953/54 fort. Nach Abschluss der Vorrunde waren die Glarner mit 10 Punkten aus 11 Spielen im hinteren Mittelfeld rangiert. Im Frühjahr 1954 glitt die Mannschaft immer mehr in den abstiegsgefährdeten Bereich und konnte sich erst im allerletzten Spiel der Relegation entziehen. Die zweite Mannschaft stieg nach nur einer Saison wieder in die 4. Liga ab.
So kam es keiner Überraschung gleich, dass am Ende der Saison 1954/55 der sich seit zwei Jahren abzeichnende Niedergang der ersten Mannschaft in den Abstieg aus der 2. Liga mündete. Mit lediglich fünf Punkten aus zehn Spielen (2-Punkte-Regel) überwinterte die Mannschaft im Abstiegsbereich. Die Schlussphase der Meisterschaft gestaltete sich ausserordentlich dramatisch. Der Spielplan wollte es, dass am letzten Spieltag die beiden Tabellenletzten FC Glarus und FC Brühl St. Gallen II im «Buchholz» gegeneinander anzutreten hatten. Bereits ein Unentschieden hätte dem Platzclub zum Ligaerhalt genügt. Die St. Galler hingegen mussten unbedingt gewinnen, um bestenfalls ein Entscheidungsspiel erzwingen zu können. Mit 1:2 unterlagen die Glarner unglücklich, und so kam es eine Woche später in Uznach zum notwendig gewordenen Entscheidungsspiel, das mit 5:3 für die St. Galler endete.
Mit 14 Punkten aus 8 Partien (2-Punkte-Regel) sicherte sich das Fanionteam in der ersten Saison nach dem Abstieg den Wintermeistertitel. Durch drei Niederlagen in Serie in den letzten Meisterschaftsspielen des Frühjahrs wurde der sicher geglaubte Titel doch noch aus den Händen gegeben. Die entscheidende Niederlage fiel im Kantonalderby gegen den FC Näfels (2:1).
In der Saison 1956/57 absolvierte Glarus alle Heimspiele in Serie im Herbst 1956, da im Frühjahr der «Buchholz»-Rasen saniert wurde. Aus diesen ersten sieben Heimspielen resultierten nur 8 Punkte (2-Punkte-Regel), wobei sich die Niederlage im ersten Spiel gegen den Kantonsrivalen Niederurnen als besonders fatal erweisen sollte. In der Endabrechnung behielten nämlich die Unterländer die Nase vorn und verwiesen den FC Glarus auf den undankbaren zweiten Tabellenplatz. Die ungeschlagen absolvierten Rückrundenspiele liessen die Hoffnungen auf eine erfreuliche Saison 1957/58 ansteigen. Mit der Eroberung des Wintermeistertitels erfüllte die Mannschaft denn auch die in sie gesteckten Erwartungen. Im Gegensatz zum Vorjahr gestaltete sich die Rückrunde aber nicht mehr so erfolgreich.
Die Spielzeit 1958/59 endete mit dem dritten Schlussrang für die erste Mannschaft. Im Mittelpunkt jener Saison stand jedoch das Propagandaspiel im Frühjahr 1959 gegen die damals noch der Nationalliga A angehörenden Young Fellows Zürich (0:4). Diese Partie brachte den über 1'200 Zuschauern ein Wiedersehen mit dem ehemaligen FCG-Spieler Hans Reutlinger.
Nach fünf aufeinanderfolgenden Niederlagen trennte sich der FC Glarus von seinem Trainer. Das Ehrenmitglied E. Spalinger erklärte sich bereit, das Training ab sofort zu übernehmen. Trotz dem Fehlstart gelang der Mannschaft noch ein Vorstoss auf den dritten Schlussrang.
Nach Abschluss der Vorrunde der Saison 1960/61 belegte die erste Mannschaft den ersten Platz mit einem Punkt Vorsprung auf den FC Wattwil und hegte deshalb erneut Aufstiegshoffnungen. Im alles entscheidenden Spiel der Rückrunde in Wattwil unterlagen die Glarner den Gastgebern mit 3:1 und mussten den Gruppensieg den Wattwilern überlassen.

### 1961–1970
Am 11. Februar 1962 debütierte im Freundschaftsspiel beim FC Wülflingen ein Junior in der ersten Mannschaft, der in kürzester Zeit zum Nationalspieler aufrücken sollte: Fritz Künzli.
Mit sieben Punkten Vorsprung auf den FC Netstal holten sich die Glarner überlegen den Gruppensieg und damit die Qualifikation für die Aufstiegsspiele. Im ersten Aufstiegsspiel beim FC Gossau kamen die Glarner nicht auf Touren und unterlagen deutlich mit 3:1. In der nachfolgenden Partie gegen den FC Vaduz II (4:1), beim FC Goldach (2:3-Sieg für den FC Glarus) und gegen den FC St. Gallen II (2:1) blieb das Team siegreich, wurde damit Regionalmeister und stieg zusammen mit dem FC Goldach in die 2. Liga auf. Hauptverantwortliche für diesen Erfolg waren Spieler wie Fritz Künzli, Paul Fischli und Ernst Schmid.
Die zweite Mannschaft stand dem Fanionteam in nichts nach und realisierte mit lauter Siegen und einem einzigen Unentschieden überlegen den Gruppensieg. Mit zwei Erfolgen über die Reserven des FC Wattwil sicherte sie sich den Aufstieg in die 3. Liga.
In der Saison 1962/63 drang die 1. Mannschaft mit drei Siegen in die zweite Hauptrunde des Schweizer Cups vor, wo sie sich dann aber beim Erstligisten FC Vaduz mit 3:5 geschlagen geben musste.
Hervorstechend in diesen ersten Spielen war zweifellos die enorme Trefferausbeute des Talents Fritz Künzli, wobei besonders die Gäste aus Ems zu leiden hatten: Niederlage im Cupspiel der ersten Hauptrunde mit 10:3 (davon allein 5 Treffer Künzlis) und zwei Wochen später im zweiten Meisterschaftsspiel ein 7:3, wobei der nachmalige Nationalspieler alle sieben Treffer erzielte.
Ein beachtenswerter dritter Rang in der Aufstiegssaison war die Ausbeute. Einige unnötige Punktverluste gegen Ende der Meisterschaft verhinderten eine noch bessere Rangierung. Die Reserven lagen nach Abschluss der Vorrunde anscheinend hoffnungslos am Tabellenende. Ein rechtzeitiges Aufbäumen im Frühjahr sicherte der Mannschaft doch noch den Ligaerhalt.
Das Jubiläumsspiel zwischen den Nationalliga-A-Vereinen FC Basel und FC Luzern rundete die bereits zu Jahresbeginn erfolgten offiziellen Feierlichkeiten des 50-jährigen Vereinsbestehens auf sportlicher Ebene ab.
Die Spielzeit 1963/64 brachte der ersten Mannschaft wiederum den dritten Tabellenrang ein, wobei einige unglückliche Punktverluste einen durchaus möglichen zweiten Rang verhinderten.
Mit nicht weniger als 71 geschossenen Toren (den meisten aller Zweitligateams in der ganzen Schweiz), wobei sich Fritz Künzli mit allein 28 Treffern und der italienische Ballvirtuose S. Bua mit 18 Toren besonders hervortaten, verschafften sich die Glarner weitherum Aufmerksamkeit.
Auch ausserhalb der Region wurde man auf die treffsicheren jungen Glarner aufmerksam. Schon bald bekundeten mehrere Nationalliga-Vereine ihr Interesse an mehreren Spielern des FC Glarus, und mitten in der Saison 1964/65 (die mit der klaren Zielsetzung des Gruppensieges begonnen hatte) wagten Fritz Künzli (zum FC Zürich), Paul Fischli (zu den Young Fellows Zürich) und Ernst Schmid (zum FC Wettingen) den Sprung in den bezahlten Fussball. Vor allem Fritz Künzli beim FCZ (2 × Schweizer-Meister, 4 × Schweizer-Cup-Sieger, Rekordtorschütze der höchsten Schweizer Fussball-Liga, 44 Länderspiele und 15 Länderspiel-Tore) und sein langjähriger Weggefährte Paul Fischli (wechselte nach dem Engagement bei den Young Fellows zum FC Basel, wo er fünf Mal Schweizer Meister und ein Mal Schweizer-Cup-Sieger wurde) gehörten zu den besten Fussballern der Schweiz dieser Zeit. Paul Fischli und Fritz Künzli wuchsen in Ennetbühls beinahe Haustüre an Haustüre auf und spielten fast täglich in den engen Gassen oder auf dem Buchholz-Rasen Fussball. Zudem kehrte S. Bua nach Italien zurück. Trotzdem sicherte sich die umgekrempelte Mannschaft mit nur einem einzigen Punkt Rückstand den Ehrenplatz. Dieser zweite Rang bildete die bis anhin beste Rangierung in der Vereinsgeschichte und sollte erst gut 20 Jahre später wiederum erreicht werden.
Der Substanzverlust machte sich in der folgenden Saison dennoch bemerkbar. Ein 7. Rang und damit ein Abgleiten in die Anonymität des Mittelfeldes war unvermeidlich. Dafür durften sich die Reserven wie schon ein Jahr zuvor über einen 4. Platz freuen.
Nach einer Saison im Zeichen des Abstiegskampfes (9. Rang) verfielen Ende Saison 1967/68 sowohl die erste als auch die zweite Mannschaft der Relegation. Das Entscheidungsspiel FC Rapperswil gegen FC Glarus endete mit 2:1. Mit diesem Abstieg brach eine lange Periode unerfüllter Hoffnungen, Enttäuschungen, aber auch Lichtblicken an.
Den angestrebten Wiederaufstieg erhofften sich die Verantwortlichen mit dem Einbau junger, talentierter Spieler aus der starken Juniorenabteilung. Lediglich fünf Spieler der Abstiegsmannschaft standen in der neuen Saison noch zur Verfügung. Mit einem zweiten Meisterschaftsrang erreichte das neuformierte Team einen beachtlichen Erfolg und entfachte für die Saison 1969/70 erneut Aufstiegshoffnungen.

### 1971–1980
Mit nur sechs gemeldeten Mannschaften gelang es dem FC Glarus im Jahr 1971, Sieger im ZUS-Cup zu werden. Die zwei gemeldeten Aktivteams (je eine Dritt- und Viertligaequipe) wurden Gruppensieger und holten je vier Punkte, ebenso die beiden Junioren-B-Mannschaften, und die A-Junioren wurden Gruppenzweite (3 Punkte), die C-Junioren Gruppendritte.
Nach einer 4:1-Niederlage beim FC Flums und einer 2:4-Pleite auf heimischem Rasen gegen den FC Herisau war der Traum vom Wiederaufstieg schnell verflogen.
Im Oktober 1972 spielte der Drittligist FC Glarus im Schweizer Cup auf der Luzerner Allmend gegen den damaligen B-Ligisten FC Luzern und unterlag mit 18:1.
Das Jahr 1972 verschaffte dem Verein unliebsame Publizität über die Region hinaus. Als Folge angeblicher Tätlichkeiten zweier Glarner Spieler gegenüber dem Schiedsrichter der Partie FC Glarus – FC Bütschwil sahen sich die Vereinsverantwortlichen unverhofft in einen sich über mehr als ein Jahr hinziehenden Rechtsstreit durch alle Instanzen des OFV und des SFV verstrickt, der mit der Sperre der beiden Spieler für 24 bzw. 18 Monate endete.
In der Spielzeit 1973/74 stand wieder das Geschehen auf dem Rasen im Vordergrund. Nach schwachen Leistungen zu Saisonbeginn (wohl auch als Folge der im vorstehenden Kapitel beschriebenen Wirren und des Transfers von René Botteron zum FC Zürich) mit nur sieben Zählern aus acht Partien folgte eine aussergewöhnliche Siegesserie von acht Spielen, die dem Fanionteam unerwartet doch noch den Gruppensieg bescherte. Doch wie schon so oft scheiterte der FC Glarus in den Aufstiegsspielen, diesmal am FC Staad und am FC Bischofszell.
Ein Jahr später belegte die erste Mannschaft hinter dem überraschenden FC Schmerikon den Ehrenplatz und stieg guten Mutes in die Saison 1975/76 ein. Der Saisonbeginn entsprach denn auch den Erwartungen. Aus den ersten vier Spielen erzielte man das Punkte-Maximum; den daraufhin folgenden Punktverlusten wurde nicht allzu viel Bedeutung zugemessen. Doch immer tiefer schlitterte die Mannschaft in der Rangliste dem Tabellenende zu. Alle Rettungsmassnahmen fruchteten nichts. Nach Abschluss des regulären Meisterschaftspensums stand die Mannschaft punktegleich mit dem FC Walenstadt auf dem zweitletzten Platz. Ein Entscheidungsspiel in Näfels musste über das Schicksal beider Vereine entscheiden.
Zu gleicher Stunde, in der das Schicksalsspiel in Näfels ausgetragen wurde, trat die zweite Mannschaft des FC Glarus im Aufstiegsspiel zur 3. Liga beim FC Weesen an. Kaum jemand zweifelte ernsthaft am Klassenerhalt des Fanionteams, und tatsächlich nahm das Spiel einen den Vorstellungen der Glarner entsprechenden Verlauf. Eine hohe 5:1-Führung liess die Mannschaft in Sicherheit wähnen, und die zweite Mannschaft, die vom Zwischenstand der Partie in Näfels orientiert war, «durfte» sich eine Niederlage in Weesen leisten, da die Zugehörigkeit zur 3. Liga für den Verein gesichert schien.
Was dann in der Schlussphase des Spiels in Näfels geschah, wird wohl keiner der Beteiligten und auch der Zuschauer je vergessen. Tor um Tor holten die aufopfernd kämpfenden Spieler aus Walenstadt auf. Die Glarner, unfähig, sich der drohenden Verlängerung entgegenzustemmen, mussten tatsächlich den Ausgleich in der regulären Spielzeit hinnehmen. Die dann resultierende Niederlage nach dem Penaltyschiessen stürzte den Verein in die Tiefen der 4. Liga.
Aus der heutigen Sicht betrachtet, hatte dieser jähe Abstieg auch seine positiven Seiten. Er veranlasste den Verein, in sich zu gehen, über begangene Fehler, mangelhafte Strukturen etc. nachzudenken und entsprechende Schlüsse zu ziehen.
Nach einer imposanten Aufholjagd in der Rückrunde der Spielzeit 1975/76 gelang den promovierten B-Junioren der angestrebte Ligaerhalt, und die A-Junioren schafften den Aufstieg in die Elite-Kategorie. In der Folge geriet diese Mannschaft in den Strudel des drohenden Abstieges des Fanionteams aus der 3. Liga, und die talentiertesten Spieler mussten letztlich die erste Mannschaft im (vergeblichen) Kampf wider die Relegation unterstützen.
Bereits am Ende der Saison 1976/77 stand der Verein wieder in der 3. Liga. Sowohl die erste als auch die zweite Mannschaft wurden Gruppensieger der 4. Liga, und die nominell zweite Mannschaft stieg nach einem 2:1-Erfolg gegen den FC Ebnat-Kappel im Aufstiegsspiel auf neutralem Boden in Näfels auf.
Im darauffolgenden Jahr konnten die ältesten Junioren ihre Interessen wieder voll wahrnehmen und erspielten sich auch den Regionalmeistertitel und damit den ersehnten Aufstieg in die Inter-A-II-Kategorie. Somit stellte der eben wieder in die 3. Liga aufgestiegene FC Glarus zwei Interregional-Mannschaften.
Zum Ende der Saison 1977/78 klopfte der FC Glarus – traditionsgemäss – bereits wieder an die Tür zur 2. Liga. Punktegleich mit dem FC Näfels, beendete man die Meisterschaft im ersten Rang. Nachdem in der Punkterunde der Erzrivale zweimal geschlagen worden war, behielten die Unterländer im notwendig gewordenen Entscheidungsspiel in Uznach nach hartumstrittenem Kampf mit 1:0 die Oberhand.
Damit war nun schon zum dritten Mal ein Entscheidungsspiel auf Uznacher Boden zuungunsten des FC Glarus ausgefallen: zweimal Abstieg aus der 2. Liga und diesmal der verhinderte Gruppensieg.
Ein dritter und zwei zweite Plätze in den folgenden Jahren dokumentieren die jährlichen – und wie schon Jahre zuvor – vergeblichen Anstrengungen zum Erreichen des Zieles «2. Liga». Gleichzeitig war auch ein gewisses Abflachen des Elans der ersten Jahre nach dem Wiederaufstieg spürbar.
Erst Ende der Saison 1978/79 konnten sich die B-Junioren (zuletzt in der Saison 1974/75 aufgestiegen) nicht mehr in ihrer Liga halten (Inter-B-II-Kategorie). Die A-Junioren stiegen in der Saison 1979/80 von der Inter-A-II-Kategorie ab.

### 1981–1990
Mit einer «Flucht nach vorne» wollte die Vereinsleitung das Glück endlich erzwingen. Mit dem Engagement des ehemaligen Bundesligaspielers Helmut Huttary als Spielertrainer ging der Verein bewusst neue – auch finanzielle – Wege. Diese Investition zahlte sich bereits nach kurzer Zeit in zweifacher Hinsicht aus: Erreichen der 3. Hauptrunde des Schweizer Cups gegen den FC Zürich und Ende Saison Aufstieg in die 2. Liga. Nach einem hohen 5:1 im ersten Aufstiegsspiel gegen den FC Landquart genügte ein 2:2 beim FC Schaan, um nach 14 langen Jahren Unterklassigkeit einen «Platz an der Sonne» zurückzuerobern.
Den Grundstein zum Aufschwung des FC Glarus legte Coach Pierre Grossrieder. Er war es, der die Glarner aus dem Schlaf rüttelte. Der erste Schritt war die Verpflichtung des Deutschen Helmut Huttary. Er begann damals mit dem 3.-Liga-Provinzklub Glarus professionell zu arbeiten. Als Spielertrainer verstand er es, auch auf dem Feld die notwendigen Impulse zu geben. Der Aufstieg in die 2. Liga konnte also nur noch eine Frage der Zeit sein.

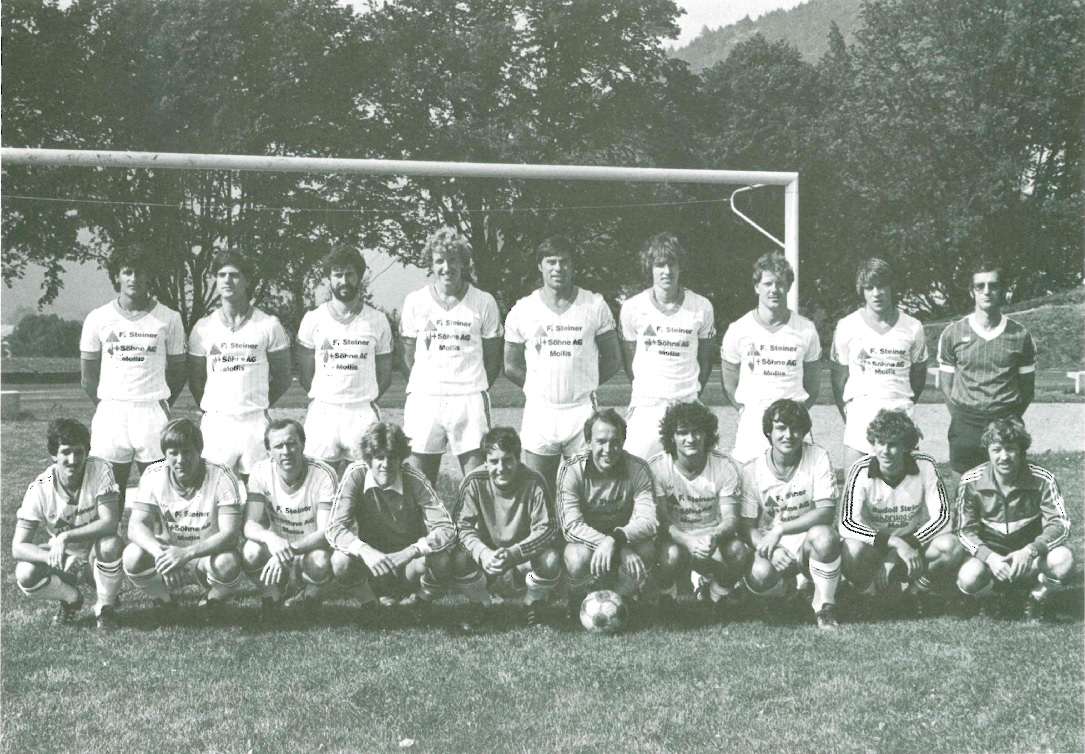
FC Glarus Aufstiegsmannschaft 1982

Am 26. September 1981 hiess der Gast im Schweizer Cup auf der neuen «Buchholz»-Anlage Schweizer Meister FC Zürich. Das Traumlos bescherte dem ambitiösen Drittligisten jenen Nationalliga-A-Verein, mit dem der FC Glarus durch seine beiden grössten Söhne Fritz Künzli und René Botteron in besonderer Weise verbunden ist. Das zugleich als Einweihungspartie der neuerstellten SFG-Anlage dienende Spiel vor rund 3'000 Zuschauern (bis dahin Zuschauerrekord des FC Glarus) endete mit einer 0:5-Niederlage der Glarner.
Mit hohen Erwartungen stieg der Verein in die erste Saison im «Oberhaus» ein. Nach neun Spielen sah die Situation folgendermassen aus: 0 Siege, 2 Unentschieden, 7 Niederlagen bei 10:25 Toren. Die Vereinsverantwortlichen sahen sich zum Handeln gezwungen und verzichteten auf die weiteren Dienste des Spielertrainers. Als das Ziel (2. Liga Aufstieg) erreicht war, begann der langjährige NLA-Fussballer Huttary nachlässig zu werden, so dass der Erfolg plötzlich ausblieb. Der damalige Coach und technische Leiter Pierre Grossrieder handelte, verpflichtete den relativ unbekannten Jugoslawen Flastimir Milosaylieyic und schickte seinen Vorgänger in die Wüste. Das Sprichwort «Neue Besen kehren gut» bewahrheitete sich. Milosaylieyic rettete die Mannschaft vor dem Abstieg.
Auch die Mannschaft hatte den Ernst der Lage nun begriffen und zeigte verbesserten Einsatz und mehr Disziplin. Zeugnis dafür war die Nachtragspartie vor der Winterpause gegen den FC Chur, als der FC Glarus einen 1:4-Rückstand innerhalb von 25 Minuten in einen 5:4-Sieg umwandelte. Mit letztlich 17 Punkten und dem rettenden 8. Tabellenrang wahrte sich der Verein die Ligazugehörigkeit doch noch.
Unter neuer Leitung (Spielertrainer Th. Leemann), verstärkt durch mehrere Zuzüge und mit wiedergewonnenem Selbstvertrauen, nahm der FC Glarus die gefürchtete zweite Saison in Angriff und setzte sich einen vorderen Mittelfeldplatz zum Ziel. Die Vorrunde verlief über Erwarten erfreulich. Mit nur einem Punkt Rückstand auf Leader FC Bad Ragaz überwinterte das Team auf dem zweiten Tabellenplatz, so dass sich die Vereinsleitung mit dem Gedanken an einen möglichen Aufstieg in die oberste Amateurliga (1. Liga) befassen musste. Nach 16 von 22 Spielen lagen der FC Bad Ragaz, USV Eschen/Mauren und der FC Glarus punktgleich an der Tabellenspitze. Im vorentscheidenden Spiel gegen Eschen/Mauren hielten die Nerven der Spieler nicht stand. In den letzten 10 Minuten der Partie verwandelten die Gäste eine 1:0-Führung des Platzclubs in einen 1:2-Sieg und drängten die Einheimischen so aus der Entscheidung um den Gruppensieg. Der dritte Schlussrang mit 27 Punkten aus 22 Spielen (2-Punkte-Regel) schürte hochgesteckte Erwartungen an die folgende Saison. Unter Trainer Thomas Leemann gelang es, die Glarner in der 2. Liga zu etablieren. Leider nahm dann der ambitionierte Turnlehrer ein Engagement beim 1.-Ligisten Bremgarten an.
Die Spielzeit 1984/85 nahm die erste Mannschaft unter der Leitung des ehemaligen Bundesligastars Wolfgang Frank in Angriff. Mit professionellen – und auf die Amateurverhältnisse des Vereins zugeschnittenen – Methoden begann eine neue, erfolgreiche Ära des FC Glarus. Mit 32 Punkten aus 22 Spielen beendete das Team seine dritte Saison auf dem zweiten Schlussrang.
Im Sog der ersten Mannschaft wusste sich auch das in der 4. Liga einen erneuten Anlauf auf den Aufstieg unternehmende Reserveteam positiv in Szene zu setzen. Nach der Winterpause scheinbar aussichtslos mit vier Punkten Rückstand auf den Leader rangiert, steigerte sich die Mannschaft im Frühjahr enorm und realisierte aus acht Partien sieben Siege. Mit dieser Erfolgsserie schlossen die Reserven zum FC Weesen auf und bezwangen diesen Gegner im notwendig gewordenen Entscheidungsspiel um den Gruppensieg und erreichten damit den Aufstieg in die 3. Liga mit 4:2.
Die Spielzeit 1985/86 stand ganz im Zeichen des Dreikampfes FC Chur/FC Buchs/FC Glarus. Erst in der Schlussphase der Meisterschaft mussten die Glarner die Überlegenheit des nachmaligen Aufsteigers FC Chur anerkennen. Höhepunkt der Saison war die Partie FC Glarus – FC Chur (2:1) Ende Oktober 1985. Buchstäblich in letzter Minute vermochte sich die zweite Mannschaft der Relegation zu entziehen.
Nachdem mit dem FC Chur die dominierende Mannschaft der vergangenen Saison in der 1. Liga aufgestiegen war, durfte sich der FC Glarus berechtigte Aufstiegshoffnungen machen. Vom ersten Spiel an kristallisierte sich ein Zweikampf zwischen dem FC Glarus und dem FC Balzers um den Gruppensieg heraus. Ständig an der Tabellenspitze liegend, spürten die Glarner doch stets den Hauch des Verfolgers aus dem Fürstentum im Nacken. So musste die direkte Begegnung am Landsgemeindesonntag 1987 in Glarus die Vorentscheidung bringen. Unter widrigsten äusseren Verhältnissen (Schnee, Regen, Wind) siegte die Frank-Elf mit 1:0 und räumte damit den letzten Stein auf dem Weg zum Gruppensieg beiseite.
Die Aufstiegspoule mit den Teams FC Seefeld Zürich, FC Tresa und FC Glarus, von denen zwei Teams aufstiegsberechtigt waren, begann mit der Partie FC Seefeld – FC Glarus (0:2-Sieg). Mit dem erklärten Ziel, dem Aufstieg beim papiermässig als schwächstem Team der Poule eingestuften FC Seefeld mit einem Sieg oder allenfalls einem Unentschieden ein grosses Stück näher zu kommen, gingen die Glarner in diese Partie, die sie mit 2:0 für sich entschieden. Mit diesem Auswärtssieg schuf sich die Glarner Elf eine hervorragende Ausgangslage für die eine Woche später im heimischen «Buchholz» stattfindende Partie gegen den FC Tresa, die 0:0 endete. Damit gelang es dem FC Glarus als erstem glarnerischen Verein, den Sprung in die höchste Amateurklasse (1. Liga) zu schaffen. Zugleich machte sich der Verein damit wohl das schönste Jubiläumsgeschenk zum 75-jährigen Bestehen gleich selbst.
Saison 1987/88: In der Saison 1987/88 führte Trainer Wolfgang Frank den FC Glarus zum Aufstieg in die Nationalliga B. Innerhalb von zwei Saisons hatte der Verein den Sprung von der 2. Liga in die Nationalliga B geschafft.

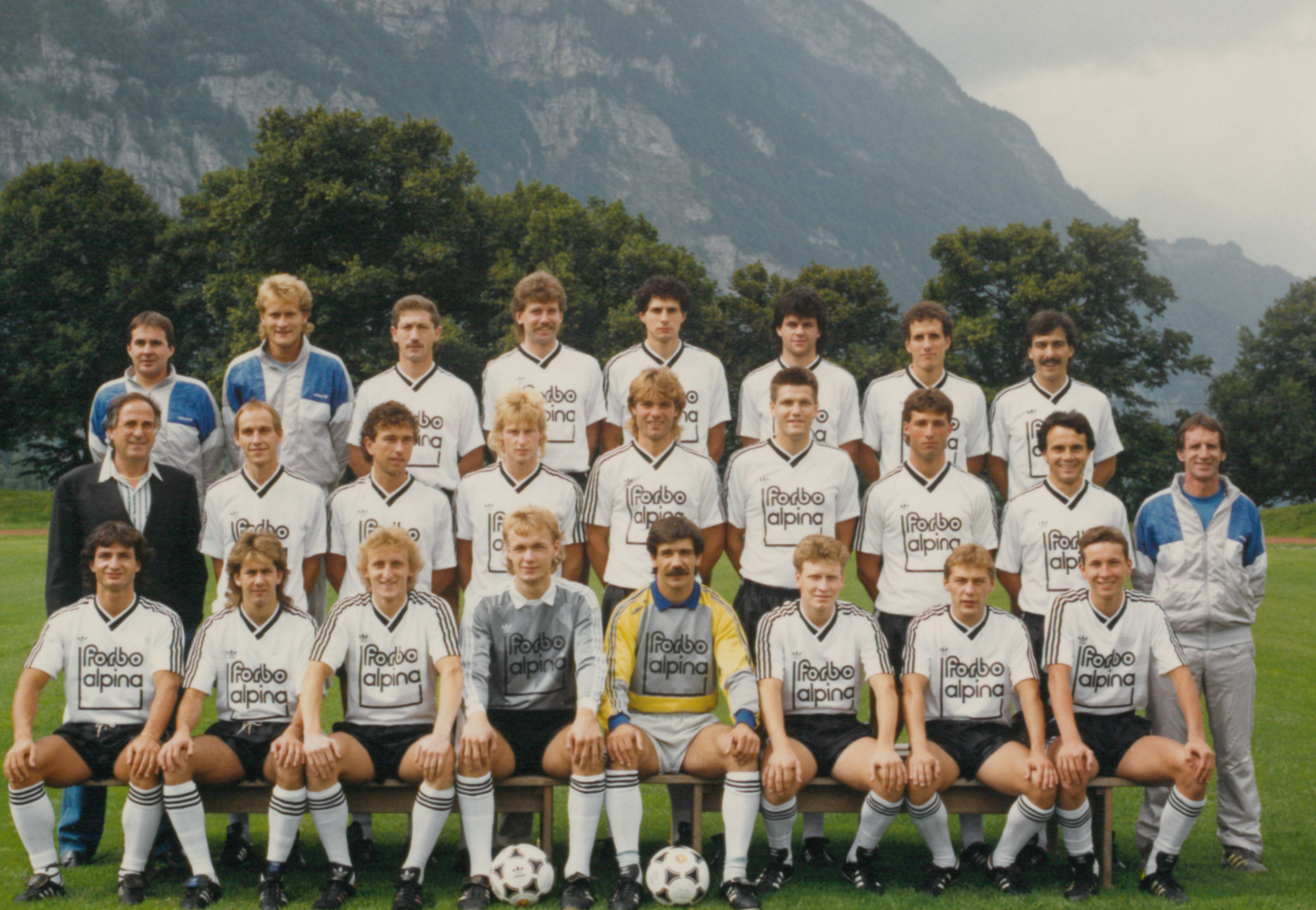
NLB-Mannschaft 1988

Der FC Glarus belegte in der 1. Liga Gruppe 4 den 1. Platz (13 Siege, 11 Unentschieden, 2 Niederlagen / Torverhältnis: 32:12).
In den Spielen um den Aufstieg in die NLB musste der FC Glarus zuerst gegen den FC Châtel-St-Denis (3:0-Sieg, 1:1-Unentschieden) und in der zweiten Aufstiegsrunde gegen Urania Genève Sport antreten (0:0-Unentschieden, 1:2-Niederlage). Daraufhin stand Urania Genève Sport als Aufsteiger in die NLB fest.
Der FC Glarus erhielt nochmals eine Chance in der dritten Aufstiegsrunde gegen den FC Rorschach (3:1-Sieg, 5:1-Sieg). Somit stieg der FC Glarus gemeinsam mit dem FC Emmenbrücke und Urania Genève Sport in die NLB auf.
Saison 1988/89: In der NLB gehörten die Begegnungen gegen die Grossen des Schweizer Fussballs, FC Basel und FC Zürich, zu den Höhepunkten, vor allem der 2:1-Auswärtssieg im «Joggeli» am 13. August 1988.
Immer war den Glarnern in ihrem ersten NLB-Jahr aber nicht zum Jubeln zumute gewesen. So verloren sie im Letzigrund gegen den FCZ mit 1:7. Basel revanchierte sich im Buchholz für die «historische» Heimniederlage mit einem 3:0. Auf Grund der ungemütlichen Tabellenlage (Letzter der NLB-Ostgruppe) verpflichtete Glarus im November 1988 den Niederländer Willy Scheepers. Der damals 27-jährige Libero sollte die Abwehr stabilisieren. Scheepers hatte seine Karriere beim PSV Eindhoven begonnen. Vom letzten Platz konnten sich die Glarner auch mit Scheepers nicht mehr lösen und wurden in die Abstiegsrunde verwiesen. Im Winter verliess Wolfgang Frank den Aufsteiger und wechselte zum NLA-Klub FC Aarau. Glarus gab seinen «Wundermann» trotz einem bis Ende Saison 1991/92 laufenden Vertrag frei. Die Saison hatte Frank noch als Spielertrainer begonnen, doch nach einem komplizierten Beinbruch im vierten Meisterschaftsspiel fungierte er nur noch als Trainer. Franks Nachfolger wurde Peter Stubbe. Der aus Bochum stammende Stubbe sah schon 1988 auf eine weltweite Tätigkeit zurück. Der als «Feuerwehrmann» bekannte Stubbe leistete ganze Arbeit und führte Glarus souverän durch die Abstiegsrunde, die es auf dem 1. Platz beendete.
Im Schweizer Cup erreichte man zum ersten Mal in der Vereinsgeschichte den Sechzehntelfinal. Dabei traf man auf den Ligakonkurrenten (NLB) FC Schaffhausen, gegen welchen man zu Hause im Buchholz 0:2 verlor.
NLB Gruppe Ost Qualifikationsrunde - Saison 1988/89
| Pl. | Verein             | Sp. | S  | U | N  | Tore    | Diff. | Punkte |
| --- | ------------------ | --- | -- | - | -- | ------- | ----- | ------ |
| 1.  | FC Basel           | 22  | 14 | 4 | 4  | 048:230 | +25   | 32     |
| 2.  | FC Locarno         | 22  | 12 | 6 | 4  | 058:280 | +30   | 30     |
| 3.  | FC Zürich          | 22  | 11 | 8 | 3  | 062:320 | +30   | 30     |
| 4.  | FC Baden           | 22  | 10 | 4 | 8  | 044:290 | +15   | 24     |
| 5.  | BSC Old Boys Basel | 22  | 10 | 4 | 8  | 037:290 | +8    | 24     |
| 6.  | FC Chiasso         | 22  | 8  | 8 | 6  | 035:330 | +2    | 24     |
| 7.  | FC Schaffhausen    | 22  | 9  | 6 | 7  | 032:360 | −4    | 24     |
| 8.  | FC Winterthur      | 22  | 8  | 6 | 8  | 039:360 | +3    | 22     |
| 9.  | FC Emmenbrücke     | 22  | 7  | 5 | 10 | 031:410 | −10   | 19     |
| 10. | FC Chur            | 22  | 4  | 8 | 10 | 027:540 | −27   | 16     |
| 11. | SC Zug             | 22  | 3  | 5 | 14 | 014:470 | −33   | 11     |
| 12. | FC Glarus          | 22  | 2  | 4 | 16 | 019:580 | −39   | 08     |

NLB Abstiegsrunde Saison 1988/89 Gruppe B
| Pl. | Verein               | Sp. | S | U | N | Tore    | Diff. | Punkte |
| --- | -------------------- | --- | - | - | - | ------- | ----- | ------ |
| 1.  | FC Glarus            | 10  | 7 | 1 | 2 | 016:900 | +7    | 15     |
| 2.  | FC Winterthur        | 10  | 5 | 2 | 3 | 019:110 | +8    | 12     |
| 3.  | FC Montreux-Sports   | 10  | 5 | 1 | 4 | 014:150 | −1    | 11     |
| 4.  | FC La Chaux-de-Fonds | 10  | 3 | 3 | 4 | 011:130 | −2    | 09     |
| 5.  | FC Chur              | 10  | 1 | 5 | 4 | 013:160 | −3    | 07     |
| 6.  | Urania Genève Sports | 10  | 2 | 2 | 6 | 009:180 | −9    | 06     |

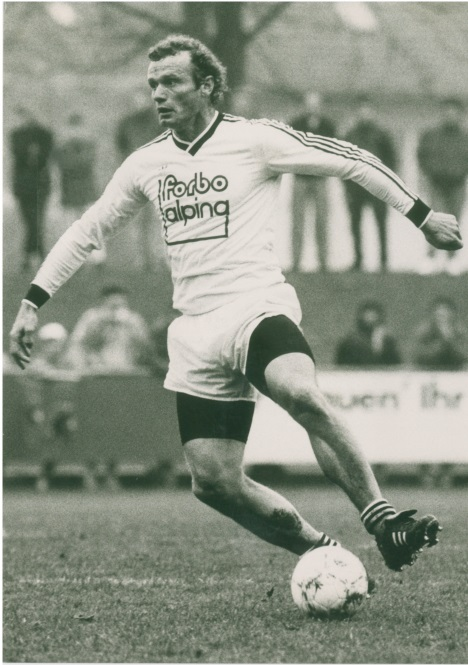
Hanspeter Briegel im Trikot des FC Glarus

Saison 1989/90: Zweites NLB-Jahr: Der FC Glarus musste daraufhin wieder in die NLB-Abstiegsrunde. Auch hier zeigten die Glarner, wie ein Jahr zuvor, dass sie eine sehr gute Winter-Vorbereitung hatten. Die Abstiegsrunde beendete der FC Glarus auf dem 2. Platz. Torschützenkönig der NLB-Abstiegsrunde der Gruppe A wurde Georg Zug mit 5 Toren. Der mediale Höhepunkt war sicherlich die Verpflichtung von Spieler Hans-Peter Briegel Anfang November 1989. Der amtierende zweifache Vize-Weltmeister und Europameister sorgte dafür, dass der FC Glarus seinen Platz in den Medien der ganzen Schweiz fand. Auch im zweiten NLB-Jahr musste man zur Winterpause einen Trainerwechsel zur Kenntnis nehmen. Peter Stubbe verliess den FC Glarus per Ende Jahr 1989 in Richtung FC Zug. Obwohl Stubbe noch bis Ende der Saison 1990/91 vertraglich als Trainer für den FC Glarus gebunden war, besass er die Freiheit, mit anderen Vereinen Kontakt aufzunehmen. Sein Nachfolger wurde Hans-Peter Briegel, welcher fortan als Spielertrainer fungierte. Im Schweizer Cup erreichte man zum zweiten Mal den Sechzehntelfinal. Dabei traf man auf den amtierenden Schweizer Meister FC Luzern, gegen welchen man zu Hause im Buchholz mit 0:2 verlor.
NLB Gruppe Ost Qualifikationsrunde - Saison 1989/90
| Pl. | Verein          | Sp. | S  | U  | N  | Tore    | Diff. | Punkte |
| --- | --------------- | --- | -- | -- | -- | ------- | ----- | ------ |
| 1.  | FC Baden        | 22  | 14 | 4  | 4  | 046:250 | +21   | 32     |
| 2.  | FC Zürich       | 22  | 13 | 4  | 5  | 045:240 | +21   | 30     |
| 3.  | FC Winterthur   | 22  | 12 | 5  | 5  | 045:300 | +15   | 29     |
| 4.  | FC Schaffhausen | 22  | 8  | 10 | 4  | 036:260 | +10   | 26     |
| 5.  | FC Locarno      | 22  | 7  | 10 | 5  | 036:310 | +5    | 24     |
| 6.  | FC Chur         | 22  | 7  | 9  | 6  | 028:260 | +2    | 23     |
| 7.  | FC Chiasso      | 22  | 8  | 6  | 8  | 024:270 | −3    | 22     |
| 8.  | FC Emmenbrücke  | 22  | 6  | 6  | 10 | 038:400 | −2    | 18     |
| 9.  | SC Zug          | 22  | 4  | 10 | 8  | 028:390 | −11   | 18     |
| 10. | FC Glarus       | 22  | 3  | 9  | 10 | 027:410 | −14   | 15     |
| 11. | FC Zug          | 22  | 4  | 6  | 12 | 023:520 | −29   | 14     |
| 12. | FC Brüttisellen | 22  | 5  | 3  | 14 | 033:480 | −15   | 13     |

NLB Abstiegsrunde Saison 1989/90 Gruppe A
| Pl. | Verein             | Sp. | S | U | N | Tore    | Diff. | Punkte | Bonus | Gesamt |
| --- | ------------------ | --- | - | - | - | ------- | ----- | ------ | ----- | ------ |
| 1.  | Étoile Carouge FC  | 10  | 5 | 5 | 0 | 019:800 | +11   | 15     | 6     | 21     |
| 2.  | FC Glarus          | 10  | 2 | 7 | 1 | 011:100 | +1    | 11     | 3     | 14     |
| 3.  | FC Emmenbrücke     | 10  | 1 | 7 | 2 | 014:150 | −1    | 09     | 5     | 14     |
| 4.  | ES Malley          | 10  | 4 | 2 | 4 | 013:160 | −3    | 10     | 2     | 12     |
| 5.  | FC Montreux-Sports | 10  | 2 | 4 | 4 | 014:180 | −4    | 08     | 4     | 12     |
| 6.  | FC Brüttisellen    | 10  | 1 | 5 | 4 | 011:150 | −4    | 07     | 1     | 8      |

Saison 1990/91:

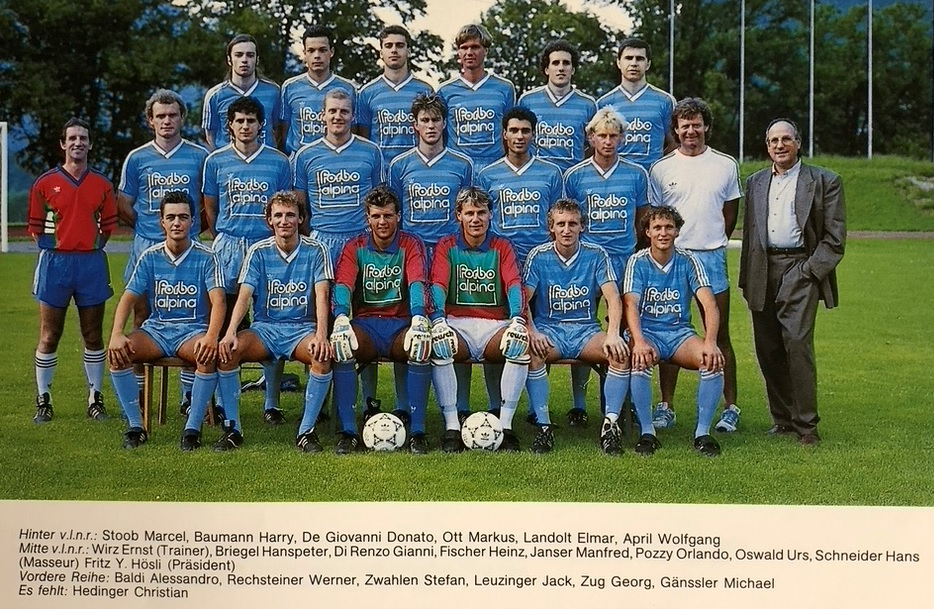
FC Glarus NLB 1990/1991

In der Saison 1990/91 belegte man nach der Qualifikationsrunde den 10. Tabellenrang und musste wieder in der NLB-Abstiegsrunde antreten. Diese schlossen die Glarner auf dem zweitletzten (fünften) Tabellenrang ab, womit es zu zwei Entscheidungsspielen gegen den FC Montreux-Sports um den Klassenerhalt (der Sieger verblieb in der NLB, der Verlierer musste in die 1. Liga absteigen) kam. Das Hinspiel konnte der FC Glarus mit 2:1 gewinnen, das Rückspiel verloren die Glarner 1:3. Somit wäre der FC Glarus 1991, nach insgesamt drei Saisons in der NLB, wieder in die 1. Liga abgestiegen. Nach dem Entscheidungsspiel kam ans Tageslicht, dass Montreux-Sports die Lizenz für die NLB-Saison 1991/92 nicht erhalten wird, womit der FC Glarus in der NLB verblieb.
Kleine Anekdote am Rande: Als der Bus mit den Spielern und Trainern in Montreux zum alles entscheidenden Rückspiel vorfuhr, merkten die Verantwortlichen beim Aussteigen, dass sie die Trikots in Glarus vergessen hatten. Eiligst musste das FC-Glarus-Urgestein Sigi Beglinger in Montreux neue Trikots auftreiben. Fündig wurde er in einem Sportgeschäft, welches ihm innerhalb von wenigen Minuten einen kompletten Erima-Trikot-Satz verkaufte.
In der Qualifikationsrunde schoss Markus Ott für den FC Glarus 10 Tore, womit er Dritter der Torschützenliste wurde. In der Abstiegsrunde schoss Samuel Opoku Nti aus Ghana 6 Tore für den FC Glarus, womit er Zweiter der Torschützenliste der Abstiegsrunde NLB der Gruppe A wurde.
NLB Gruppe Ost Qualifikationsrunde - Saison 1990/91
| Pl. | Verein          | Sp. | S  | U  | N  | Tore    | Diff. | Punkte |
| --- | --------------- | --- | -- | -- | -- | ------- | ----- | ------ |
| 1.  | FC Locarno      | 22  | 13 | 6  | 3  | 044:230 | +21   | 32     |
| 2.  | FC Baden        | 22  | 13 | 5  | 4  | 041:190 | +22   | 31     |
| 3.  | FC Schaffhausen | 22  | 12 | 4  | 6  | 045:290 | +16   | 28     |
| 4.  | FC Basel        | 22  | 9  | 8  | 5  | 040:300 | +10   | 26     |
| 5.  | SC Zug          | 22  | 8  | 10 | 4  | 029:220 | +7    | 26     |
| 6.  | FC Chiasso      | 22  | 10 | 5  | 7  | 043:260 | +17   | 25     |
| 7.  | AC Bellinzona   | 22  | 7  | 6  | 9  | 034:320 | +2    | 20     |
| 8.  | FC Winterthur   | 22  | 7  | 6  | 9  | 026:350 | −9    | 20     |
| 9.  | FC Chur         | 22  | 5  | 7  | 10 | 020:250 | −5    | 17     |
| 10. | FC Glarus       | 22  | 4  | 6  | 12 | 023:580 | −35   | 14     |
| 11. | FC Emmenbrücke  | 22  | 3  | 7  | 12 | 018:390 | −21   | 13     |
| 12. | SC Kriens       | 22  | 4  | 4  | 14 | 022:470 | −25   | 12     |

NLB Abstiegsrunde Saison 1990/91 Gruppe A
| Pl. | Verein        | Sp. | S | U | N | Tore    | Diff. | Punkte | Bonus | Gesamt |
| --- | ------------- | --- | - | - | - | ------- | ----- | ------ | ----- | ------ |
| 1.  | FC Winterthur | 10  | 5 | 4 | 1 | 014:600 | +8    | 14     | 5     | 19     |
| 2.  | FC Grenchen   | 10  | 5 | 2 | 3 | 016:140 | +2    | 12     | 6     | 18     |
| 3.  | SC Kriens     | 10  | 6 | 1 | 3 | 017:130 | +4    | 13     | 1     | 14     |
| 4.  | ES Malley     | 10  | 3 | 2 | 5 | 008:100 | −2    | 08     | 4     | 12     |
| 5.  | FC Glarus     | 10  | 2 | 4 | 4 | 013:170 | −4    | 08     | 3     | 11     |
| 6.  | CS Chênois    | 10  | 1 | 3 | 6 | 010:180 | −8    | 05     | 2     | 7      |

Entscheidungsspiel um den Abstieg in die 1. Liga
|           | Gesamt |                    | Hinspiel | Rückspiel |
| --------- | ------ | ------------------ | -------- | --------- |
| FC Glarus | 3:4    | FC Montreux-Sports | 2:1      | 1:3       |

Der FC Montreux-Sports gewann zwar, musste auf Grund der fehlenden Lizenz aber absteigen. Daher verblieb der FC Glarus in der NLB.

### 1991–2000
Saison 1991/92: Nachdem man im Vorjahr äusserst knapp der Relegation in die 1. Liga entkommen war (der Klassenerhalt wurde nur geschafft, da Montreux-Sports keine Lizenz für die neue Saison erhielt), musste man nun in der 4. NLB-Saison den Abstieg in Kauf nehmen.
Der Höhepunkt der Saison 1991/92 war sicherlich das Schweizer-Cup-1⁄32-Finalspiel gegen den Grasshopper Club Zürich. Vor 2'200 Zuschauern verlor der FC Glarus dieses Spiel gegen den amtierenden Schweizer Meister jedoch klar mit 0:7.

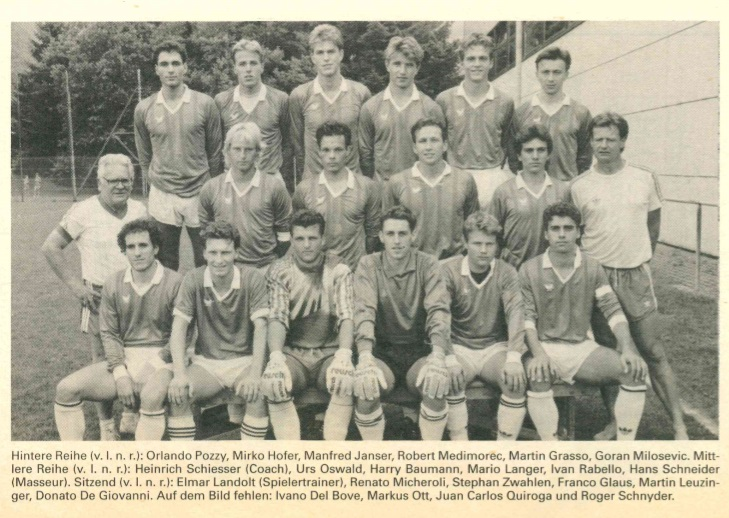
FC Glarus NLB Kader 1991/1992

NLB Qualifikationsrunde 1991/92 Gruppe Ost:
| Pl. | Verein          | Sp. | S  | U | N  | Tore    | Diff. | Punkte |
| --- | --------------- | --- | -- | - | -- | ------- | ----- | ------ |
| 1.  | FC Schaffhausen | 22  | 11 | 8 | 3  | 054:200 | +34   | 30     |
| 2.  | FC Baden        | 22  | 12 | 5 | 5  | 036:220 | +14   | 29     |
| 3.  | FC Chiasso      | 22  | 10 | 7 | 5  | 047:220 | +25   | 27     |
| 4.  | AC Bellinzona   | 22  | 9  | 8 | 5  | 043:240 | +19   | 26     |
| 5.  | FC Chur         | 22  | 10 | 6 | 6  | 030:220 | +8    | 26     |
| 6.  | FC Locarno      | 22  | 8  | 9 | 5  | 029:200 | +9    | 25     |
| 7.  | FC Winterthur   | 22  | 9  | 5 | 8  | 037:320 | +5    | 23     |
| 8.  | SC Zug          | 22  | 9  | 3 | 10 | 028:390 | −11   | 21     |
| 9.  | FC Brüttisellen | 22  | 6  | 7 | 9  | 022:380 | −16   | 19     |
| 10. | SC Kriens       | 22  | 6  | 5 | 11 | 023:360 | −13   | 17     |
| 11. | FC Glarus       | 22  | 4  | 3 | 15 | 016:600 | −44   | 11     |
| 12. | FC Emmenbrücke  | 22  | 4  | 2 | 16 | 018:480 | −30   | 10     |

Abstiegsrunde NLB 1991/92 Gruppe B
| Pl. | Verein               | Sp. | S | U | N | Tore    | Diff. | Punkte | Bonus | Gesamt |
| --- | -------------------- | --- | - | - | - | ------- | ----- | ------ | ----- | ------ |
| 1.  | FC Winterthur        | 10  | 5 | 2 | 3 | 022:130 | +9    | 12     | 6     | 18     |
| 2.  | SR Delémont          | 10  | 6 | 3 | 1 | 023:900 | +14   | 15     | 1     | 16     |
| 3.  | Urania Genève Sports | 10  | 4 | 3 | 3 | 020:150 | +5    | 11     | 5     | 16     |
| 4.  | Étoile Carouge FC    | 10  | 4 | 3 | 3 | 017:150 | +2    | 11     | 3     | 14     |
| 5.  | FC Brüttisellen      | 10  | 4 | 1 | 5 | 018:190 | −1    | 09     | 4     | 13     |
| 6.  | FC Glarus            | 10  | 0 | 2 | 8 | 006:350 | −29   | 02     | 2     | 4      |

- Der FC Emmenbrücke und der FC Glarus stiegen in die 1. Liga ab.

Saison 1992/93: Nach insgesamt vier Saisons in der Nationalliga B stieg Glarus 1992 in die 1. Liga ab. Dort konnte man sich bis 1997 halten. Dem Abstieg in die 2. Liga folgten im neuen Jahrtausend zwei Aufstiege in die 2. Liga Interregional, die aber jeweils nach nur einer Spielzeit (2003/04 und 2007/08) wieder mit dem Abstieg in die 2. Liga Regional des OFV endeten.
Der FC Glarus tat sich in der 1. Liga schwer. Er erreichte in der ersten Saison nur den drittletzten Tabellenplatz (7 Siege, 6 Unentschieden, 13 Niederlagen / Torverhältnis: 37:60). Damit musste er in die Relegation. Dort verlor man zuerst gegen den Zweitligisten FC Freienbach 1:2 (gespielt wurde in Tuggen). Danach musste man gegen den ebenfalls Drittletztplatzierten aus der Gruppe 2, den FC Burgdorf, in einem Hin- und einem Rückspiel den letzten Absteiger ausspielen (2:0-Sieg/2:2-Unentschieden).
Saison 1993/94: Zur neuen Saison übernahm Ernst Wirz das Trainer-Amt beim FC Glarus. Zusammen mit seinem Assistenztrainer Markus Hagmann übernahmen sie ein Rumpfteam. Beim ersten Training standen 9 Spieler auf dem Platz. Dank der unermüdlichen Arbeit von Ernst Wirz brachte man dennoch eine kompetitive Mannschaft zusammen, welche alle Kritiker lügen strafte. Am Saisonende fehlten lediglich vier Punkte (zwei Punkte Regelung) zur Qualifikation für die Aufstiegsspiele in die NLB. Der FC Glarus schloss die Saison 1993/94 auf dem hervorragenden vierten Schlussrang der 1. Liga Gruppe 4 ab.
Saison 1996/1997: Nach insgesamt sechs Spielzeiten in der 1. Liga (Saison 1987/88 und 1992 - 1997) musste der FC Glarus den Abstieg in die 2. Liga antreten. Als Tabellenletzter gewann man immerhin fünf der 18 Ligaspiele und konnte bei drei Spielen die Punkte teilen.
Saison 1999/2000: Dies war die letzte Saison, in der die 2. Liga die vierthöchste Liga im Schweizer Fussball-System war. Der Verband hatte beschlossen, dass mit Beginn der Saison 2000/01 zwischen der 2. Liga und der 1. Liga die 2. Liga Interregio den Spielbetrieb aufnehmen wird. Aus dem Ostschweizer Fussball-Verband (OFV) durften acht Teams aus der 2. Liga in der ersten Saison der 2. Liga Interregio starten. Dies bedeutete, dass pro 2.-Liga-Gruppe im OFV die in den ersten vier Platzierten in die 2. Liga Interregio aufstiegen. Der FC Glarus erreichte den 8. Tabellenplatz mit 28 Punkten aus 22 Spielen. Es fehlten sieben Punkte zum Aufstieg in die 2. Liga Interregional.
Somit startete der FC Glarus in der 2. Liga Regional in die Saison, der damaligen fünfthöchsten Liga im Schweizer Fussball.

### 2001–2010
Saison 2001/02: Auch in der zweiten Saison der «neuen» 2. Liga Regional belegte der FC Glarus einen Mittelfeldplatz (Rang 7).
Saison 2002/03: Eine hervorragende Saison konnte der FC Glarus mit dem erstmaligen Aufstieg in die 2. Liga Interregional feiern. Somit war man nach der Saison 2002/03 wieder in der vierthöchsten Liga im Schweizer Fussball angelangt.
Der letzte Spieltag verkam zu einem regelrechten Krimi. Der FC Glarus musste gegen den FC Schmerikon gewinnen, und der FC Altstätten durfte gleichzeitig beim stark abstiegsbedrohten FC Bonaduz nicht gewinnen. Der FC Glarus erledigte seine Aufgabe und gewann das Spiel gegen den FC Schmerikon mit 3:2, aber in Bonaduz ging Altstätten kurz vor Schluss in Führung, und der Traum des Aufstiegs war plötzlich in weite Ferne gerückt. Als die Nachricht kam, dass Bonaduz in der 95 Minute den 2:2-Ausgleich erzielt hatte, gab es kein Halten mehr. Auswechselspieler und Betreuer liessen ihrer Freude freien Lauf, und die Spieler hörten auf zu spielen, bevor der Schiedsrichter das Spiel abpfiff.
Saison 2003/04: Der FC Glarus bestritt diese Saison in der 2. Liga Interregional, nachdem man in der Saison zuvor von der 2. Liga den Aufstieg schaffte. Mit einem Sieg und fünf Unentschieden (bei 18 Niederlagen) stieg man jedoch postwendend wieder in die 2. Liga ab (8 Punkte).
Saison 2004/05: Der FC Glarus konnte als Absteiger wieder an der Spitze der 2. Liga Regional mitspielen. Als Tabellendritter fehlten lediglich 3 Punkte zum Wiederaufstieg (11 Siege, 6 Unentschieden, 5 Niederlagen / Torverhältnis: 35:24).
Saison 2005/06: Auch in dieser Saison belegte der FC Glarus den ausgezeichneten 3. Schlussrang (8 Siege, 6 Unentschieden, 8 Niederlagen / Torverhältnis: 33:30).
Saison 2006/07: In der Saison 2006/07 stieg der FC Glarus als klarer Tabellenführer zum zweiten Mal in die 2. Liga Interregional auf (in die damals vierthöchste Liga des Schweizer Fussballs). Nach 22 Spielen hatte er 9 Punkte Vorsprung auf den Tabellenzweiten FC Widnau.
Saison 2007/08: Für einen der Höhepunkte der Vereinsgeschichte sind die Veteranen (heutige Bezeichnung: Senioren 40+) verantwortlich, die am 24. Mai 2008 Veteranen-Schweizer-Meister (Senioren-40+-Schweizer-Meister) und Veteranen-Schweizer-Cup-Sieger (Senioren-40+-Schweizer-Cup-Sieger) wurden.
Für die erste Mannschaft endete auch das zweite Abenteuer in der 2. Liga Interregional mit dem Abstieg. Schliesslich resultierte der 13. Tabellenplatz.
Im Herbst organisierte sich eine neue zweite Mannschaft des FC Glarus. Nach Jahren ohne ein «Reserveteam» konnte der FC Glarus ab Januar 2008 wieder eine zweite Mannschaft stellen. Initiator dieser Mannschaft war Marcel Hefti. Er hätte zu diesem Zeitpunkt zwar noch bei den A-Junioren spielen können (bis zum Sommer 2008), da die A-Junioren in diesem Jahr jedoch enorm viele Spieler hatten und der Trainer die jüngeren Jahrgänge klar bevorzugte, schaute sich Marcel Hefti nach einer anderen Möglichkeit um, wie er und seine Kollegen Fussball spielen konnten. So stieg auf die Rückrunde der Saison 2007/08 der FC Glarus mit einer zweiten Mannschaft ins Meisterschaftsgeschehen der 5. Liga ein. Das junge Team (der Grossteil der Mannschaft bestand aus dem ältesten A-Junioren-Jahrgang 1988) zeigte bereits im Frühling 2008 auf, dass in naher Zukunft die 4. Liga das Ziel sein müsste. Zwar mussten sie bei ein paar wenigen Niederlagen noch ein wenig Lehrgeld bezahlen. Da das Team jedoch ohnehin nur die Rückrunde 2008 bestritt, war von Anfang an klar, dass das erste halbe Jahr ein Lehrjahr würde. Aus den 9 Spielen holte das Team 9 Punkte (2 Siege, 3 Unentschieden, 4 Niederlagen / Torverhältnis: 12:21). Trainer dieses Teams war Peter Hefti (Junioren-Trainer-Legende des FC Glarus / Vater von Marcel Hefti / Ehrenmitglied FC Glarus).
Saison 2008/09: In der Saison 2008/09 befand sich der FC Glarus nach dem Abstieg aus der 2. Liga Interregional wieder in der fünftklassigen 2. Liga Regional. Er erreichte den 8. Schlussrang (8 Siege, 6 Unentschieden, 8 Niederlagen / Torverhältnis: 40:45).

Die zweite Mannschaft startete in ihre erste volle Saison nach der Neuorganisation im Winter 2008. Das junge Team um Trainerlegende Peter Hefti konnte sich im vorderen Drittel festsetzen und erreichte so den 3. Tabellenplatz. Lediglich vier Punkte fehlten zum Aufstieg in die 4. Liga (11 Siege, 3 Unentschieden, 3 Niederlagen / Torverhältnis: 45:20).
Im August 2008 erweiterte der FC Glarus sein Angebot bei den Junioren. Unter der Idee und Leitung von Reto Knobel und Marc Eigenmann konnte man nun auch bei den G-Junioren ein Team stellen. Die ersten G-Junioren des FC Glarus waren: Loris Micheroli, Nico Künzler, Manuel Duljaj, Hajriz Duljaj, Sam Kormann, Liam Pozzy, Jarno Zysset und Sandro Rufibach.
Saison 2009/10: Der FC Glarus belegte in der 2. Liga (Regional) den 7. Schlussrang. Spielertrainer war in dieser Saison Alessandro Cescato. Ihm zur Seite stand Massimo Fiorenzi als Co-Trainer.
Die Hinrunde beendete das Team auf einem Abstiegsplatz mit lediglich acht Punkten (zwei Siegen und zwei Unentschieden). Dank einer tollen Rückrunde konnte der Klassenerhalt dann sogar vor dem letzten Spieltag gesichert werden.
Geprägt war die Saison von längeren verletzungsbedingten Ausfällen von drei Leistungsträgern: Simon Schiesser (nomineller Captain), Tobias Schlup und Spielertrainer Alessandro Cescato.
Der FC Glarus gewann 8 Spiele, spielte 3 Mal unentschieden und verlor 11 Spiele (Torverhältnis: 39:42).
Die zweite Mannschaft startete mit grossen Ambitionen in die neue Saison. Es resultierte der sehr gute 2. Platz in der 5. Liga. Wiederum wurde der Aufstieg um 4 Punkte verfehlt (10 Siege, 2 Unentschieden, 3 Niederlagen / Torverhältnis: 48:20).
Saison 2010/11: Nach mehr als einem Jahrzehnt in der 2. Liga (Regional und Interregional) stand am Ende der Saison 2010/11 der Abstieg in die 3. Liga. Verantwortlich als Trainer war, wie seit 2006, Alessandro Cescato. Ihm zur Seite stand nochmals Massimo Fiorenzi als Co-Trainer.
Während die erste Mannschaft den Abstieg zu verkraften hatte, konnte die zweite Mannschaft den Aufstieg von der 5. Liga in die 4. Liga feiern. Mit 8 Punkten Vorsprung auf den Tabellenzweiten (FC Linth 04) gab es nebst dem Frust der ersten Mannschaft dennoch etwas zu feiern beim FC Glarus (13 Siege, 2 Unentschieden, 3 Niederlagen / Torverhältnis: 60:18).

### 2011–2020
Saison 2011/12: Das Traineramt übernahm Gerold Bisig. Im Jubiläumsjahr 2012 musste der FC Glarus den Abstieg in die 4. Liga antreten. Trotz sieben Siegen und vier Unentschieden reichte es in der besagten Saison nur zum letzten (12.) Tabellenplatz. Zwischen dem Dritt- und dem Zwölftplatzierten lagen gerade mal sieben Punkte. Umso dramatischer war die Tatsache, dass dies ausgerechnet in der Jubiläumssaison (100 Jahre FC Glarus) passierte.
Der FC Glarus gewann 7 Spiele, spielte 4 Mal unentschieden und verlor 11 Spiele (Torverhältnis: 27:41). Ein Sieg am letzten Spieltag gegen den bereits abgestiegenen FC Uznach hätte den Klassenerhalt bedeutet. Die 0:4-Heimniederlage war das berühmte Tröpfchen zu viel im Wasserglas. Während die erste Mannschaft den Abstieg von der 3. Liga in die 4. Liga verkraften musste, konnte die zweite Mannschaft den Klassenerhalt in der 4. Liga feiern. Mit 9 Siegen, 2 Unentschieden, 9 Niederlagen (Torverhältnis: 41:41) war der Klassenerhalt nie in Gefahr. Auf den Abstiegsplatz hatte man schliesslich 18 Punkte Vorsprung.
Saison 2012/13: Das erste Jahr in der 4. Liga war noch geprägt vom Optimismus. Man hielt am Trainer Gerold Bisig fest, jedoch reichte es nur zum 3. Schlussrang.
Saison 2013/14: Der 4. Schlussrang in der Saison 2013/14 entsprach nicht der Zielsetzung.
Saison 2014/15: Zur neuen Saison (2014/15) übernahm ein komplett neuer Vorstand die Vereinsleitung. Dieser neue Vorstand, der heute immer noch zu grossen Teilen derselbe ist, musste sich zuerst einmal einarbeiten. Dies benötigte seine Zeit, und dies war auch sportlich spürbar.
Das dritte 4.-Liga-Jahr war sportlich sehr unbefriedigend. Der Gemeinde-Rivale FC Netstal konnte den Aufstieg in die 3. Liga feiern, während der FC Glarus froh sein musste, dass er nicht noch den Gang in die 5. Liga antreten musste (9. Schlussrang).
Der neue Vorstand führte neue Strukturen ein und liess kaum einen Stein auf dem anderen.
Zudem übernahm mit Simon Schiesser die Identifikationsfigur der 2000er Jahre (langjähriger Stammspieler und Captain der 1. Mannschaft) das Traineramt.
Saison 2015/16: Sportlich ging es nun wieder aufwärts. Vom ersehnten Aufstieg war man jedoch noch weit entfernt (3. Schlussrang). Das Traineramt übernahm der ehemalige NLB-Spieler des FC Glarus, Orlando Pozzy.
Saison 2016/17: Der Aufwärtstrend war weiterhin ersichtlich, aber das angestrebte Ziel «Aufstieg» wurde auch in der folgenden Saison verfehlt (3. Schlussrang). Die Verantwortung an der Seitenlinie hatte ein weiteres Jahr Orlando Pozzy.
Saison 2017/18: Der FC Glarus wurde neu in die Rheintaler-Gruppe eingeteilt. Aber auch in der «neuen» Gruppe erreichte man nur den dritten Tabellenplatz, wie die zwei Jahre zuvor auch schon. Für die Saison 2017/18 verpflichtete der FC Glarus als Coach den UEFA-Pro-Trainer-Lizenz-Inhaber Bajo Hadzic. Nach einer erfreulichen Hinrunde vergab man vor allem mit einer schlechten Rückrunde die Chance, ein Wörtchen um den Aufstieg mitzureden. Am Saisonende hatte man 11 Spiele gewonnen, 4-mal unentschieden gespielt und 5 Spiele verloren (Torverhältnis: 62:28). Daraus resultierte der 3. Tabellenplatz. Auf den Aufstiegsplatz (FC Sevelen) hatte man am Ende 11 Punkte Rückstand.
Saison 2018/19: Die Saison 2018/19 war auch für die erste Mannschaft wieder einmal eine ganz erfreuliche Angelegenheit. Die Vereinsleitung gab klar die Vorgabe, dass in dieser Saison der langersehnte Aufstieg in die 3. Liga passieren muss/soll. Der FC Glarus belegte die ganze Saison, mit Ausnahme nach dem letzten Spieltag, jedoch nie den 1. Gruppenrang, welcher zum Aufstieg berechtigte. Schuld daran waren nicht etwa schlechte Leistungen der Spieler aus dem Zigerschlitz, sondern dass mit dem FC Uznach 2 ein zweites sehr starkes Team in dieser Gruppe mit dabei war. In der Winterpause belegte man den 2. Tabellenplatz mit zwei Punkten Rückstand auf den FC Uznach 2. In der Hinrunde gab es eine unglückliche Niederlage gegen den FC Bashkimi 99 und zwei Unentschieden (gegen den FC Triesen 2 und gegen den FC Wagen). Was dann in der Rückrunde geschah, das zeigt auf, dass man sich im Winter optimal auf die Rückrunde vorbereitet hatte und auch die Moral im Team stimmte. Neun Spiele, neun Siege, so lautete das Resultat der Rückrunde für den FC Glarus (insgesamt feierte der FC Glarus elf Siege in Folge in dieser Saison).
Da auch der FC Uznach 2 eine sehr gute Rückrunde spielte (bis zum letzten Spieltag gewannen sie sieben Spiele und spielten nur einmal unentschieden), blieb das Rennen um den Aufstieg bis zum letzten Spieltag offen und spannend. Am letzten Spieltag trafen die beiden punktgleichen FC Uznach 2 und FC Glarus aufeinander, wobei sich Glarus mit einem 2:0-Sieg durchsetzte. Verantwortlich als Trainer der ersten Mannschaft war in dieser Saison der Spielertrainer Mentor Boshtraj.
Saison 2019/20: Der FC Glarus startete das erste Mal seit sieben Jahren wieder in der 3. Liga. Die Hinrunde fiel zufriedenstellend aus. Vier Siege, ein Unentschieden bei sechs Niederlagen (Torverhältnis: 23:22) bedeuteten den 7. Tabellenplatz zur Winterpause. Am 30. April 2020 musste der Schweizerische Fussballverband die Amateursaison 2019/20 aufgrund der Corona-Pandemie abbrechen und annullieren. Für den FC Glarus hatte dieser Entscheid keine grossen Auswirkungen, da man mit der ersten Mannschaft im sicheren Mittelfeld lag und keine Chancen mehr auf den Aufstieg hatte (18 Punkte Rückstand auf den Tabellenführer FC Herisau) und acht Punkte Vorsprung auf die Abstiegsränge vorweisen konnte. Auch für die zweite Mannschaft hatte dieser Entscheid keine grossen Auswirkungen. Nach einer durchzogenen Vorrunde überwinterte man auf dem vierten Tabellenplatz (5 Siege, 2 Unentschieden, 2 Niederlagen / Torverhältnis: 32:12) mit acht Punkten Rückstand auf den aufstiegsberechtigten ersten Platz. Wobei es durch die Annullierung der Saison 2019/20 keine Auf- und Absteiger gab. Das Team um Trainer Galip Ezircan war grundsätzlich mit dem Ziel «Aufstieg in die 4. Liga» in die Saison 2019/20 gestartet. Die Resultate waren an sich nicht schlecht. Da man aber in den Direktduellen um den Aufstiegsplatz Punkte liegen liess, war man im Allgemeinen doch nicht zufrieden mit dem Erreichten. Im Nachhinein war dies nun nicht mehr so dramatisch, weil die Rückrunden aufgrund der Corona-Pandemie nicht mehr gespielt werden konnten und die Saison 2019/20 schliesslich annulliert wurde.
Als einziger Fussballclub des Kantons konnte der FC Glarus wiederum in sämtlichen Juniorenkategorien mindestens ein Team am Meisterschaftsbetrieb stellen (A-Junioren bis G-Junioren). Die B-Junioren des FC Glarus spielten seit einem Jahr in der Coca-Cola Junior League, welche die höchstmögliche Spielklasse darstellt. Bereits vier Spieltage vor dem Saisonende konnten sie den sicheren Klassenerhalt feiern. Erwähnenswert ist der 23:0-Heimsieg gegen den späteren Absteiger FC Kreuzlingen.
Saison 2020/21: Die Herbst-Saison musste am Donnerstag, 29. Oktober 2020, aufgrund der anhaltenden Corona-Pandemie abrupt unterbrochen werden. Die noch offenen Spiele wurden auf den Frühling 2021 verschoben. Bei den Junioren wurden die ausstehenden Spiele alle 0:0 gewertet. Beim FC Glarus betraf dies ein einziges Spiel der B-Junioren. Die Herbstsaison war aus Sicht der Juniorenabteilung mehrheitlich sehr erfreulich. Die A-Junioren stiegen von der 2. in die 1. Stärkeklasse (zweithöchste Liga) auf, und die D-Junioren konnten sogar den Aufstieg in die Elite-Liga (höchstmögliche Liga) feiern. Dagegen stiegen die B-Junioren aus der Junior League (höchstmögliche Liga) leider in die Promotion-Liga ab. Die C-Junioren konnten die Klasse (Promotion-Liga) halten.
Auch diese Saison war stark von der Corona-Pandemie geprägt. So wurden im Frühling 2021 lediglich noch die ausstehenden Spiele der Herbstrunde ausgetragen, so dass zumindest die Saison 2020/2021 gewertet werden konnte und es somit Auf- und Absteiger gab. Für den FC Glarus waren diese Spiele nicht mehr gross von Bedeutung, da man weder mit dem Auf- noch mit dem Abstieg etwas zu tun hatte.
Die Junioren-Meisterschaft konnte im Frühling 2021 wie geplant durchgeführt werden. Die Teams des FC Glarus konnten allesamt ihre Klasse halten.

### 2021–2030
Saison 2021/22: Endlich wieder mal eine Saison, welche wie geplant zu Ende gespielt werden konnte. Zu Beginn der Saison wurde ein neues Trainergespann für die 1. Mannschaft vorgestellt. Pascal Studer, ehemaliger U16-Trainer des FC Basel und Schweizer Meister mit Xherdan Shaqiri, übernahm das Zepter zusammen mit Assistent Renato Micheroli. Die sehr junge Mannschaft musste einige Male Lehrgeld bezahlen und konnte sich am Ende der Saison auf dem sechsten Schlussrang platzieren. Ein administrativer Fehler der Vereinsleitung führte zu einer Forfait-Niederlage gegen den FC Weesen b. Würde man die drei Punkte gegen den FC Weesen b einrechnen, so hätte der FC Glarus den dritten Tabellenplatz am Ende der Saison innegehabt. Nach nur einem Jahr trennte sich der Vorstand jedoch wieder von den beiden Trainern. Zur neuen Saison (2022/23) übernahm Alessandro Cescato (FC Glarus Trainer in den 2000er Jahren) wieder das Traineramt.
Die zweite Mannschaft konnte nie um den Aufstieg mitreden. Schliesslich resultierte ein fünfter Platz in der 5. Liga.
Die A- und B-Junioren mussten in der Herbstrunde den Abstieg hinnehmen. Bei den A-Junioren führte dies zu einem Exodus, weshalb in der Frühlingsmeisterschaft keine A-Junioren mehr am Spielbetrieb teilnehmen konnten. Die B-Junioren scheiterten im Frühling äusserst knapp am Wiederaufstieg. In der Finalissima gegen den FC Mels hätte ein Sieg zum Wiederaufstieg genügt. Die Glarner verloren dieses Spiel mit 4:1. Alle anderen Teams konnten ihre Klasse halten.
Saison 2022/23:
Die erste Mannschaft musste zuerst den neuen Trainer und seine Ideen kennenlernen. So zumindest kann man die Resultate interpretieren. Der FC Glarus überwinterte nur drei Punkte über dem Strich. Die Rückrunde gestaltete sich dann erfreulicher, indem man den Zweit- und den Drittplatzierten (FC Bad Ragaz und FC Sargans) bezwingen konnte. Schliesslich resultierte der 7. Schlussrang.
Die zweite Mannschaft schaffte endlich den langersehnten Aufstieg in die 4. Liga.
Bei den Junioren gab es einen überaus erfreulichen Herbst. Die C-Junioren stiegen in die brack.ch Youth League auf (höchstmögliche Liga). Dieses Kunststück gelang ebenfalls den D-Junioren (Elite-Liga).
Während die D-Junioren in der Frühlings-Meisterschaft 2023 die Klasse in der Elite halten konnten, mussten die C-Junioren trotz 11 gewonnenen Punkten den Gang eine Liga tiefer antreten. Die B- und A-Junioren scheiterten sowohl im Herbst wie im Frühling sehr knapp an den ersehnten Aufstiegen. Die B-Junioren spielten in der 1. Stärkeklasse und die A-Junioren in der 2. Stärkeklasse.
Saison 2023/24: Alessandro Cescato blieb Trainer der 1. Mannschaft. Die Hinrunde der 3. Liga verlief erfreulich. So schloss man diese auf dem hervorragenden zweiten Rang ab. Drei Punkte Rückstand auf den Leader FC Wängi liessen den FC Glarus vom Aufstieg in die 2. Liga träumen. Die Rückrunde war an Spannung kaum mehr zu übertreffen. Der FC Glarus und der FC Wängi dominierten die Rückrunde. Der Spielplan wollte es, dass es am letzten Spieltag zu einer Finalissima in Glarus kam. Den Glarnern genügte dabei einen Punkt. In einem spannenden Spiel trennten sich die beiden Teams 0:0, was dem FC Glarus zum Aufstieg in die 2. Liga genügte.
Die zweite Mannschaft konnte als Aufsteiger in die 4. Liga problemlos mithalten und konnte sich frühzeitig den Klassenerhalt sichern.
Die C-Junioren stiegen in der Herbstmeisterschaft wieder in die höchstmögliche Liga (brack.ch Youth League) auf. Die C-Junioren des FC Glarus krönten eine ausgezeichnete Herbst-Runde mit dem Aufstieg in die brack.ch Youth League. Die Ausgangslage vor der letzten Meisterschafts-Runde hätte spannender nicht sein können. Vier Teams (!) durften sich vor dem letzten Spieltag noch Chancen für den Aufstieg ausrechnen. Die beste Ausgangslage hatten die Junioren von Chur 97. Mit einem Sieg gegen den FC Linth 04, welcher selber noch Aufstiegschancen hatte, hätten die Bündner den Sack zumachen können. Die Junioren aus Glarus Nord leisteten jedoch erbitterten Widerstand und gewannen dieses Spiel souverän mit 5:1. Somit mussten wiederum die Linth 04 Junioren auf den Gegner des FC Glarus hoffen. Denn mit dem Sieg des FC Linth 04 gegen Chur 97 hatten es nun die Stadt-Glarner in den eigenen Händen. Ein Sieg gegen das Tabellenschlusslicht FC Bütschwil genügte nun für den Aufstieg in die höchste Spielklasse. Die Junioren des FC Glarus lösten diese Aufgabe jedoch souverän. Nach dem 9:2-Sieg folgte eine tolle Aufstiegsfeier. Die C-Junioren des FC Linth 04 beenden die Saison auf dem hervorragenden zweiten Rang. Punktgleich mit dem FC Glarus, jedoch mit zwei Strafpunkten mehr. Der vierte Aufstiegsaspirant, das Team Surselva, hätte sein Spiel mit neun Toren Differenz gewinnen müssen, um den FC Glarus noch abzufangen, da beide Teams dieselbe Anzahl an Strafpunkten hatten, der FC Glarus jedoch die viel bessere Tordifferenz aufwies. Die Junioren des Teams Surselva waren jedoch dem Druck nicht gewachsen und verloren ihr Spiel mit 0:3. Obwohl die C-Junioren gut in der Brack.ch Youth League mithalten konnten, mussten sie am Ende der Frühlingssaison wieder den Gang in die Promotions-Liga antreten. Acht gewonnene Punkte reichten aber nicht für den Klassenerhalt.
Leider stiegen die D-Junioren im Herbst trotz drei Siegen und einem Unentschieden aus der Elite-Liga ab. Im Frühling konnten sie die Scharte jedoch ausgezeichnet auswetzen. Ohne Verlustpunkt dominierten sie die 1. Stärkeklasse und stiegen umgehend wieder in die Elite-Liga auf.
Erfreulicherweise konnten sich auch die B-Junioren als Aufsteiger feiern lassen. Sie stiegen von der 1. Stärkeklasse in die Promotions-Liga auf.
Saison 2024/25:
Alessandro Cescato blieb eine weitere Saison Trainer der 1. Mannschaft. Diese spielte nun nach dreizehn Jahren Abwesenheit endlich wieder in der 2. Liga Regional. Dies war und ist das Ziel des FC Glarus. Leider fehlten am Ende der Saison 2 Punkte für den Klassenerhalt. So musste der FC Glarus nach einer Saison 2. Liga wieder den Gang in die 3. Liga antreten.
Die zweite Mannschaft spielte in der 4. Liga. Sie spielte eine hervorragende Meisterschaft und schloss die Saison auf dem 3. Schlussrang ab.
Die B-Junioren konnten im Herbst 2024 den Aufstieg in die brack.ch Youth-League bewerkstelligen. Die Frühlings-Meisterschaft schlossen die B-Junioren punktgleich mit dem Ost-Schweizer-Meister FC Frauenfeld auf dem 2. Platz ab. Lediglich 2 Strafpunkte trennten die Glarner vom Meister-Titel.
Die D-Junioren konnten die Klasse in der Elite-Liga sowohl in der Herbst-Meisterschaft, wie auch in der Frühlings-Meisterschaft halten. Im Frühling 2025 wurden die D-Junioren zweiter in der höchstmöglichen Spielklasse.
Die A-Junioren verpassten knapp als Tabellenzweiter den Aufstieg in die brack.ch Youth-League. Im Frühling lief nicht mehr ganz so viel zusammen. Ein 7. Platz (Platz im Mittelfeld) war das Ergebnis.
Leider stiegen die C-Junioren im Herbst 2024 von der Promotions-Liga in die 1. Sträkeklasse ab. Der Wiederaufstieg als Tabellen-Zweiter wurde leider knapp verfehlt.

Saison 2025/26:
Die erste Mannschaft wurde auch nach dem Abstieg in die 3. Liga weiter von Alessandro Cescato betreut.
Im Vorstand kam es zu einem gewichtigen Wechsel. Nach elf Jahren musste Vereins-Präsident Koni Gabriel sein Amt aus beruflichen Gründen abgeben. Ihm folgte ein Co-Präsidium bestehend aus Philip Petruzzi und Fabio Manganelli.

## Infrastruktur
Der FC Glarus trägt seine Heimspiele auf der Sportanlage Buchholz in Glarus aus. Dort befinden sich ein grosszügig angelegtes Garderoben-Gebäude, eine Tribüne, das Vereinsheim des FC Glarus sowie zwei Spielfelder. Der Zuschauerrekord datiert vom 26. September 1981, als im Schweizer Cup der FC Zürich in Glarus zu Gast war und man auf der Sportanlage Buchholz 3'000 Zuschauer begrüssen konnte (Schlussresultat 0:5).
Die Flutlichtanlage auf den hohen Masten im Buchholz sieht man von weither. Diese wurden angeschafft anlässlich des Aufstiegs in die NLB im Jahr 1988. Die alte Flutlichtanlage des Buchholz gab man weiter nach Weesen.
Auf der Sportanlage Buchholz trainieren alle Aktivmannschaften sowie der Grossteil der Juniorenteams. Einzig die G-Junioren, F-Junioren und Senioren 30+ trainieren auf dem ca. 2 km entfernten Sportplatz «Gründli», am südlichen Ende der Stadt Glarus.
Das erste Spielfeld des FC Glarus war neben dem alten Eisfeld in Glarus (auf «Erlen»).
1921 bezog der FC Glarus das Areal im Buchholz, wo er heute noch heimisch ist.

## Saisonbilanzen
| Saison  | Liga              | Platz | Anmerkung |
| ------- | ----------------- | ----- | --------- |
| 1929/30 | Serie D (5. Liga) | 01.   |           |
| 1930/31 | Serie D (5. Liga) | 01.   | ▲         |
| 1931/32 | Serie C (4. Liga) | –     | ▼         |
| 1932/33 | Serie D (5. Liga) | –     |           |
| 1933/34 | Serie D (5. Liga) | 01.   | ▲         |
| 1934/35 | 4. Liga           | 02.   |           |
| 1935/36 | 4. Liga           | 02.   |           |
| 1936/37 | 4. Liga           | 02.   |           |
| 1937/38 | 4. Liga           | 02.   |           |
| 1938/39 | 4. Liga           | 02.   |           |
| 1939/40 | 4. Liga           | 03.   |           |
| 1940/41 | 4. Liga           | 05.   |           |
| 1941/42 | 4. Liga           | 02.   | ▲         |
| 1942/43 | 3. Liga           | –     |           |
| 1943/44 | 3. Liga           | –     |           |
| 1944/45 | 3. Liga           | 03.   |           |
| 1945/46 | 3. Liga           | 01.   |           |
| 1946/47 | 3. Liga           | 01.   |           |
| 1947/48 | 3. Liga           | 01.   | ▲         |
| 1948/49 | 2. Liga           | 04.   |           |
| 1949/50 | 2. Liga           | 03.   |           |
| 1950/51 | 2. Liga           | 04.   |           |
| 1951/52 | 2. Liga           | 03.   |           |
| 1952/53 | 2. Liga           | –     |           |
| 1953/54 | 2. Liga           | –     |           |
| 1954/55 | 2. Liga           | –     | ▼         |
| 1955/56 | 3. Liga           | –     |           |
| 1956/57 | 3. Liga           | 02.   |           |
| 1957/58 | 3. Liga           | –     |           |
| 1958/59 | 3. Liga           | 03.   |           |
| 1959/60 | 3. Liga           | 03.   |           |
| 1960/61 | 3. Liga           | 02.   |           |

| Saison  | Liga    | Platz        | Anmerkung |
| ------- | ------- | ------------ | --------- |
| 1961/62 | 3. Liga | 01.          | ▲         |
| 1962/63 | 2. Liga | 03.          |           |
| 1963/64 | 2. Liga | 03.          |           |
| 1964/65 | 2. Liga | 02.          |           |
| 1965/66 | 2. Liga | 07.          |           |
| 1966/67 | 2. Liga | 09.          |           |
| 1967/68 | 2. Liga | –            | ▼         |
| 1968/69 | 3. Liga | 02.          |           |
| 1969/70 | 3. Liga | –            |           |
| 1970/71 | 3. Liga | 01.          |           |
| 1971/72 | 3. Liga | –            |           |
| 1972/73 | 3. Liga | –            |           |
| 1973/74 | 3. Liga | 01.          |           |
| 1974/75 | 3. Liga | 02.          |           |
| 1975/76 | 3. Liga | –            | ▼         |
| 1976/77 | 4. Liga | 01.          | ▲         |
| 1977/78 | 3. Liga | 02.          |           |
| 1978/79 | 3. Liga | 03.          |           |
| 1979/80 | 3. Liga | 02.          |           |
| 1980/81 | 3. Liga | 02.          |           |
| 1981/82 | 3. Liga | 01.          | ▲         |
| 1982/83 | 2. Liga | 08.          |           |
| 1983/84 | 2. Liga | 03.          |           |
| 1984/85 | 2. Liga | 02.          |           |
| 1985/86 | 2. Liga | 02.          |           |
| 1986/87 | 2. Liga | 01.          | ▲         |
| 1987/88 | 1. Liga | 01.          | ▲         |
| 1988/89 | NLB     | 12. 1 / 1. 2 |           |
| 1989/90 | NLB     | 10. 1 / 2. 2 |           |
| 1990/91 | NLB     | 10. 1 / 5. 2 |           |
| 1991/92 | NLB     | 11. 1 / 6. 2 | ▼         |
| 1992/93 | 1. Liga | 12.          |           |

| Saison  | Liga                  | Platz | Anmerkung |
| ------- | --------------------- | ----- | --------- |
| 1993/94 | 1. Liga               | 04.   |           |
| 1994/95 | 1. Liga               | 07.   |           |
| 1995/96 | 1. Liga               | 09.   |           |
| 1996/97 | 1. Liga               | 14.   | ▼         |
| 1997/98 | 2. Liga               | –     |           |
| 1998/99 | 2. Liga               | 05.   |           |
| 1999/00 | 2. Liga               | 08.   |           |
| 2000/01 | 2. Liga Regional      | 05.   |           |
| 2001/02 | 2. Liga Regional      | 07.   |           |
| 2002/03 | 2. Liga Regional      | 01.   | ▲         |
| 2003/04 | 2. Liga Interregional | 13.   | ▼         |
| 2004/05 | 2. Liga Regional      | 03.   |           |
| 2005/06 | 2. Liga Regional      | 03.   |           |
| 2006/07 | 2. Liga Regional      | 01.   | ▲         |
| 2007/08 | 2. Liga Interregional | 13.   | ▼         |
| 2008/09 | 2. Liga Regional      | 08.   |           |
| 2009/10 | 2. Liga Regional      | 07.   |           |
| 2010/11 | 2. Liga Regional      | 12.   | ▼         |
| 2011/12 | 3. Liga               | 12.   | ▼         |
| 2012/13 | 4. Liga               | 03.   |           |
| 2013/14 | 4. Liga               | 04.   |           |
| 2014/15 | 4. Liga               | 09.   |           |
| 2015/16 | 4. Liga               | 03.   |           |
| 2016/17 | 4. Liga               | 03.   |           |
| 2017/18 | 4. Liga               | 03.   |           |
| 2018/19 | 4. Liga               | 01.   | ▲         |
| 2019/20 | 3. Liga               | 07.   | 3         |
| 2020/21 | 3. Liga               | 08.   | 4         |
| 2021/22 | 3. Liga               | 06.   |           |
| 2022/23 | 3. Liga               | 07.   |           |
| 2023/24 | 3. Liga               | 01.   | ▲         |
| 2024/25 | 2. Liga Regional      |       |           |

## Verein
Der FC Glarus hat aktuell zwei Aktivmannschaften (2. Liga / 4. Liga). Zudem kann man in sämtlichen Juniorenkategorien Teams stellen (seit 2008 auch bei den G-Junioren).
Die Juniorenabteilung zählt 250 Junioren, der gesamte Verein 300 aktive Fussballer.

## Funktionäre und Trainer

### Vorstand

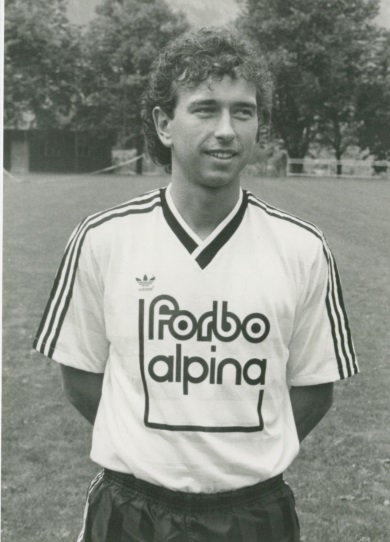
Koni Gabriel 1988 Captain des NLB-Team - heute Präsident des FC Glarus

| Präsident                                  | Koni Gabriel     |
| Vizepräsident & Finanzen & Spielkommission | Philip Petruzzi  |
| Sportliche Leitung                         | Marcel Hefti     |
| Junioren-Obmann                            | Manuel Lorente   |
| Sponsoring                                 | Fabio Manganelli |
| Marketing & Social-Media                   | David Feldmann   |
| Juniorenkommission                         | Mauro Accoto     |

### Verantwortliche Sport
| Funktion                        | Name                                      |
| ------------------------------- | ----------------------------------------- |
| Trainer 3. Liga 1. Mannschaft   | Alessandro Cescato                        |
| Assistent 3. Liga 1. Mannschaft | Vincenzo Colelli, Salim Güre, Marco Conte |
| Torhütertrainer                 | Roberto Maier                             |
|                                 |                                           |
| Trainer 4. Liga 2. Mannschaft   | Sani Sulejmani                            |
| Assistenztrainer 4. Liga        | Sebastian Sewing                          |

## Die 1. Mannschaft

### Kader der Saison 2024/25
| Nr.          | Nat.                    | Spieler           | Jahrgang | Letzter Verein (ursprünglicher Verein) | im Verein seit                 | Pflichtspiele für die 1. Mannschaft                                                |
| Torhüter     | Torhüter                | Torhüter          | Torhüter | Torhüter                               | Torhüter                       | Torhüter                                                                           |
| ------------ | ----------------------- | ----------------- | -------- | -------------------------------------- | ------------------------------ | ---------------------------------------------------------------------------------- |
| 01           | Schweiz                 | Franco Elmer      | 2003     | Eigene Jugend                          | 2010 *                         | 99 Spiele (7 Tore (als Feldspieler) / 82 Spiele in der Startformation)             |
| Verteidigung |                         |                   |          |                                        |                                |                                                                                    |
| 05           | Schweiz                 | Senol Kartal      | 1996     | FC Linth 04, (FC Glarus)               | 2003-2013 / 2019 *             | 93 Spiele (33 Spiele als Captain / 77 Spiele in der Starformation)                 |
| 14           | Schweiz                 | Enrique Lorente   | 2001     | Eigene Jugend                          | 2008 *                         | 51 Spiele (3 Tore / 42 Spiele in der Startformation)                               |
| 16           | Schweiz                 | Philip Skorjanec  | 1998     | FC Linth 04, (FC Glarus)               | 2005-2013 / 2014-2015 / 2023 * | 37 Spiele (2 Tore / 31 Spiele in der Startformation)                               |
| 17           | Schweiz                 | Patrick Widmer    | 1991     | FC Weesen, (FC Schwanden)              | 2008-2014 / 2021               | 163 Spiele (40 Spiele als Captain / 155 Spiele in der Startformation)              |
| 19           | Schweiz                 | Thomas Heinzer    | 1993     | FC Weesen                              | 2021                           | 93 Spiele (5 Tore / 3 Spiele als Captain / sämtliche Spiele in der Startformation) |
| 27           | Schweiz                 | Samuel Mortagna   | 2003     | FC Weesen, (FC Glarus)                 | 2010-2020 / 2023 *             | 23 Spiele (8 Spiele in der Startformation)                                         |
| Mittelfeld   |                         |                   |          |                                        |                                |                                                                                    |
| 04           | Schweiz                 | Domingo Baumhackl | 1999     | FC Linth 04, (FC Glarus)               | 2006-2016 / 2023 *             | 24 Spiele (1 Tor / 6 Spiele in der Startformation)                                 |
| 08           | Schweiz                 | Silas Gabriel     | 1998     | Eigene Jugend                          | 2005 *                         | 168 Spiele (20 Spiele als Captain / 149 Spiele in der Startformation)              |
| 09           | Italien                 | Angelo Contardi   | 1992     | FC Linth 04, (FC Schwanden)            | 2023                           | 46 Spiele (16 Tore / 43 Spiele in der Startformation)                              |
| 10           | Italien                 | Andrea Contardi   | 1999     | FC Netstal, (FC Schwanden)             | 2019                           | 58 Spiele (8 Tore / 30 Spiele in der Startformation)                               |
| 12           | Schweiz                 | Romano Böni       | 2001     | FC Weesen                              | 2023                           | 52 Spiele (8 Tore / 38 Spiele in der Startformation)                               |
| 18           | Serbien                 | Bleon Ramadani    | 2003     | FC Weesen, (FC Linth 04)               | 2024                           | 22 Spiele (18 Spiele in der Startformation)                                        |
| 23           | Bosnien und Herzegowina | David Vasiljevic  | 2003     | Eigene Jugend, (FC Netstal)            | 2014 *                         | 31 Spiele (4 Tore / 17 Spiele in der Startformation)                               |
| 25           | Schweiz                 | Noah Schindler    | 2005     | FC Rapperswil-Jona, (FC Linth 04)      | 2022                           | 5 Spiele (1 Tor / 2 Spiele in der Startformation)                                  |
| 29           | Serbien                 | Blerant Memeti    | 2002     | FC Weesen, (FC Glarus)                 | 2009-2015 / 2021-2022 / 2024 * | 23 Spiele (4 Tore / 17 Spiele in der Startformation)                               |
|              | Uganda                  | Perry Gamba       | 1981     | FC Eschenbach                          | 2024                           | 5 Spiele (5 Tore / 5 Spiele in der Startformation)                                 |
| 22           | Schweiz                 | Eldon Bullaku     | 2003     | SC Siebnen, (FC Schwanden)             | 2015-2023 / 2024 *             | 61 Spiele (9 Tore / 44 Spiele in der Startformation)                               |
|              | Deutschland             | Ben Fetahi        | 2007     | Chur 97, (FC Linth 04)                 | 2024                           | 4 Spiele (1 Spiel in der Startformation)                                           |
| Stürmer      |                         |                   |          |                                        |                                |                                                                                    |
| 07           | Schweiz                 | Rouven Dubacher   | 2005     | Eigene Jugend                          | 2011 *                         | 47 Spiele (13 Tore / 20 Spiele in der Startformation)                              |
| 11           | Schweiz                 | Lindon Ibishi     | 2005     | FC Linth 04                            | 2025                           | 11 Spiele (3 Tore / 10 Spiele in der Startformation)                               |
| 20           | Deutschland             | Guilherme Ritter  | 2005     | FC Uznach, (FC Linth 04)               | 2023                           | 37 Spiele (15 Tore / 31 Spiele in der Startformation)                              |
| 24           | Schweiz                 | Onur Kartal       | 1997     | FC Linth 04, (FC Glarus)               | 2004-2014 / 2016 *             | 89 Spiele (15 Tore / 46 Spiele in der Startformation)                              |

* = Spieler, welche bereits als Junior beim FC Glarus spielten und mehrheitlich die Junioren-Abteilung des FC Glarus durchlaufen haben.
Stand: 16. Juni 2025

### Transfers 2024/25
| Zugänge 2024/25 | Zugänge 2024/25     |
| Name            | abgebender Verein   |
| --------------- | ------------------- |
| Diego Milano    | FC Schmerikon       |
| Bleon Ramadani  | FC Weesen           |
| Blerant Memeti  | FC Weesen           |
| Eldon Bullaku   | SC Siebnen          |
| Ben Fetahi      | Chur 97             |
| Lindon Ibishi   | FC Linth 04         |
| Abgänge 2024/25 |                     |
| Name            | aufnehmender Verein |
| Nino Egli       | FC Lachen/Altendorf |
| Adrian Gössi    | FC Eschenbach       |

## Schweizer Cup
| Saison  | Cup-Runde                      | Datum                    | Partie                                                    | Resultat        | Besonderes                                                     |
| 1942/43 | 1942/43                        | 1942/43                  | 1942/43                                                   | 1942/43         | 1942/43                                                        |
| ------- | ------------------------------ | ------------------------ | --------------------------------------------------------- | --------------- | -------------------------------------------------------------- |
| 1942/43 | Vorrunde                       | 30.08.1942               | FC Lachen (3. Liga) vs. FC Glarus (3. Liga)               | 5:2 (3:2)       |                                                                |
| 1943/44 |                                |                          |                                                           |                 |                                                                |
| 1943/44 | Vorrunde                       |                          | FC Niederurnen (3. Liga) vs. FC Glarus (3. Liga)          | 0:0 n. V.       |                                                                |
| 1943/44 | Vorrunde Wiederholungsspiel    | 12.09.1943               | FC Glarus (3. Liga) vs. FC Niederurnen (3. Liga)          | 5:0 (3:0)       |                                                                |
| 1943/44 | 1. Hauptrunde                  | 26.09.1943               | FC Glarus (3. Liga) vs. FC Rüti ZH                        | 1:3 (1:1)       |                                                                |
| 1944/45 |                                |                          |                                                           |                 |                                                                |
| 1944/45 |                                | 27.08.1944               | FC Glarus (3. Liga) vs. FC Näfels (3. Liga)               | 1:2 (0:1)       |                                                                |
| 1945/46 |                                |                          |                                                           |                 |                                                                |
| 1945/46 |                                | 02.09.1945               | FC Glarus (3. Liga) vs. FC Rapperswil (3. Liga)           | 2:0 (1:0)       |                                                                |
| 1945/46 |                                | 09.09.1945               | FC Glarus (3. Liga) vs. FC Wädenswil (2. Liga)            | 5:3 (2:1)       |                                                                |
| 1945/46 | 2. Hauptrunde                  | 30.09.1945               | FC Chur (2. Liga) vs. FC Glarus (3. Liga)                 | 4:1             |                                                                |
| 1947/48 |                                |                          |                                                           |                 |                                                                |
| 1947/48 | 1. Vorrunde                    | 24.08.1947               | FC Walenstadt (FC Wallenstadt) vs. FC Glarus (3. Liga)    | 2:7 (0:1)       |                                                                |
| 1947/48 | 2. Vorrunde                    | 31.08.1947               | FC Näfels vs. FC Glarus (3. Liga)                         | 5:5             |                                                                |
| 1947/48 | 2. Vorrunde Wiederholungsspiel | 07.09.1947               | FC Näfels vs. FC Glarus (3. Liga)                         | 1:2 (1:2)       |                                                                |
| 1947/48 | 1. Hauptrunde                  | 28.09.1947               | FC Glarus (3. Liga) vs. FC Lachen (2. Liga)               | 1:2             |                                                                |
| 1950/51 |                                |                          |                                                           |                 |                                                                |
| 1950/51 | 2. Hauptrunde                  | 24.09.1950               | FC Glarus (2. Liga) vs. FC Lachen (2. Liga)               | 2:3 n. V.       |                                                                |
| 1951/52 |                                |                          |                                                           |                 |                                                                |
| 1951/52 | 1. Hauptrunde                  | 23.09.1951               | FC Glarus (2. Liga) vs. FC Chur (2. Liga)                 | 4:0             |                                                                |
| 1951/52 | 2. Hauptrunde                  | 14.10.1951               | SV Ceresio Schaffhausen (1. Liga) vs. FC Glarus (2. Liga) | 5:3             |                                                                |
| 1952/53 |                                |                          |                                                           |                 |                                                                |
| 1952/53 | 1. Hauptrunde                  | 14.09.1952               | FC Glarus (2. Liga) vs. FC Chur (2. Liga)                 | 3:4 n. V.       |                                                                |
| 1954/55 |                                |                          |                                                           |                 |                                                                |
| 1954/55 | 1. Runde                       | 29.08.1954               | FC Glarus (2. Liga) vs. FC Wattwil                        | 3:5             |                                                                |
| 1956/57 |                                |                          |                                                           |                 |                                                                |
| 1956/57 | 1. Runde                       | 12.08.1956               | FC Glarus (3. Liga) vs. FC Ems                            | 3:0             |                                                                |
| 1956/57 | 2. Runde                       | 26.08.1956 (16.30 Uhr)   | FC Uznach vs. FC Glarus (3. Liga)                         | 4:1             |                                                                |
| 1957/58 |                                |                          |                                                           |                 |                                                                |
| 1957/58 | 1. Runde                       | 11.08.1957               | FC Niederurnen (3. Liga) vs. FC Glarus (3. Liga)          | 1:6             |                                                                |
| 1957/58 | 2. Runde                       | 25.08.1957               | FC Ems vs. FC Glarus (3. Liga)                            | 6:1             |                                                                |
| 1958/59 |                                |                          |                                                           |                 |                                                                |
| 1958/59 | 1. Runde                       |                          | FC Glarus (3. Liga) vs. FC Wattwil                        | 5:2 (2:1)       |                                                                |
| 1958/59 | 2. Runde                       |                          | FC Glarus (3. Liga) vs. FC Flums (3. Liga)                | 1:6 (1:2)       |                                                                |
| 1961/62 |                                |                          |                                                           |                 |                                                                |
| 1961/62 | 1. Runde                       | 06.08.1961               | FC Glarus (3. Liga) vs. FC Netstal (3. Liga)              | 3:3 n. V.       | Losentscheid: FC Netstal kam eine Runde weiter!                |
| 1962/63 |                                |                          |                                                           |                 |                                                                |
| 1962/63 | 1. Runde                       | 12.08.1962               | FC Uznach (2. Liga) vs. FC Glarus (2. Liga)               | 4:8 (0:3)       | 3 Tore Fritz Künzli, 2 Tore Paul Fischli                       |
| 1962/63 | 2. Runde                       | 19.08.1962               | FC Buttikon (3. Liga) vs. FC Glarus (2. Liga)             | 2:4 (0:1)       | 4 Tore Fritz Künzli                                            |
| 1962/63 | 1. Hauptrunde                  | 09.09.1962               | FC Glarus (2. Liga) vs. FC Ems (2. Liga)                  | 10:3            | 5 Tore Fritz Künzli                                            |
| 1962/63 | 2. Hauptrunde                  | 30.09.1962               | FC Vaduz (1. Liga) vs. FC Glarus (2. Liga)                | 5:3             |                                                                |
| 1964/65 |                                |                          |                                                           |                 |                                                                |
| 1964/65 | 1. Hauptrunde                  | 12./13. Sep. 1964        | FC Rebstein vs. FC Glarus (2. Liga)                       | 0:3             |                                                                |
| 1964/65 | 2. Hauptrunde                  | 27.09.1964               | FC Glarus (2. Liga) vs. FC Vaduz                          | 2:3             |                                                                |
| 1972/73 |                                |                          |                                                           |                 |                                                                |
| 1972/73 | 1. Hauptrunde                  | 03.09.1972               | FC Glarus (3. Liga) vs. FC Uster                          | 2:1             |                                                                |
| 1972/73 | 2. Hauptrunde                  | 17.09.1972               | FC Glarus (3. Liga) vs. FC Landquart                      | 3:2 n. V.       |                                                                |
| 1972/73 | 1/32 Final                     | 07.10.1972               | FC Luzern (NLB) vs. FC Glarus (3. Liga)                   | 18:1            | dritthöchste Niederlage in der Geschichte des Schweizer Cups   |
| 1979/80 |                                |                          |                                                           |                 |                                                                |
| 1979/80 | 1. Hauptrunde                  | 04./05. Aug. 1979        | FC Glarus (3. Liga) vs. FC Ibach (1. Liga)                | 1:0             |                                                                |
| 1979/80 | 2. Hauptrunde                  | 12.08.1979               | FC Glarus (3. Liga) vs. FC Emmenbrücke (1. Liga)          | 2:3             |                                                                |
| 1981/82 |                                |                          |                                                           |                 |                                                                |
| 1981/82 | 1. Hauptrunde                  | 1./2. Aug. 1981          | FC Glarus (3. Liga) vs. FC Tössfeld                       | 2:0             |                                                                |
| 1981/82 | 2. Hauptrunde                  | 8. Aug. 1981             | FC Gossau (1. Liga) vs. FC Glarus (3. Liga)               | 1:3 n. V.       |                                                                |
| 1981/82 | 1/32-Final                     | 26.09.1981               | FC Glarus (3. Liga) vs. FC Zürich * (NLA)                 | 0:5             | 3'000 Zuschauer im Buchholz in Glarus – ewiger Zuschauerrekord |
| 1983/84 |                                |                          |                                                           |                 |                                                                |
| 1983/84 | 1. Hauptrunde                  | 30./31. Jul. 1983        | FC Glarus (2. Liga) vs. FC Gossau SG (2. Liga)            | 1:2 n. V.       |                                                                |
| 1985/86 |                                |                          |                                                           |                 |                                                                |
| 1985/86 | 1. Hauptrunde                  | 9./10. Aug. 1985         | Tobel vs. FC Glarus (2. Liga)                             | 0:2             |                                                                |
| 1985/86 | 2. Hauptrunde                  | 7./8. Sep. 1985          | FC Glarus (2. Liga) vs. FC Frauenfeld (1. Liga)           | 3:2             |                                                                |
| 1985/86 | 1/32-Final                     | 22.09.1985               | FC Glarus (2. Liga) vs. FC Kreuzlingen                    | 1:2             |                                                                |
| 1988/89 |                                |                          |                                                           |                 |                                                                |
| 1988/89 | 2. Hauptrunde                  | 20./21. Aug. 1988        | FC Bad Ragaz (2. Liga) vs. FC Glarus (NLB)                | 1:3 n. V. (1:1) |                                                                |
| 1988/89 | 1/32-Final                     | 04.09.1988               | FC Vaduz vs. FC Glarus (NLB)                              | 1:3             |                                                                |
| 1988/89 | 1/16-Final                     | 13.11.1988               | FC Glarus (NLB) vs. FC Schaffhausen (NLB)                 | 0:2             |                                                                |
| 1989/90 |                                |                          |                                                           |                 |                                                                |
| 1989/90 | 2. Hauptrunde                  | 18./19. Aug. 1989        | FC Küsnacht ZH (2. Liga) vs. FC Glarus (NLB)              | 1:2             |                                                                |
| 1989/90 | 1/32-Final                     | 02.09.1989               | SC Veltheim (1. Liga) vs. FC Glarus (NLB)                 | 0:4             |                                                                |
| 1989/90 | 1/16-Final                     | 07.04.1990               | FC Glarus (NLB) vs. FC Luzern* (NLA)                      | 0:3             | 1'920 Zuschauer                                                |
| 1990/91 |                                |                          |                                                           |                 |                                                                |
| 1990/91 | 1/32-Final                     | 29.09.1990               | FC Baden (NLB) vs. FC Glarus (NLB)                        | 0:2             |                                                                |
| 1990/91 | 1/16-Final                     | 23.03.1991               | FC Sursee vs. FC Glarus (NLB)                             | 0:0 (6:5 i. E.) |                                                                |
| 1991/92 |                                |                          |                                                           |                 |                                                                |
| 1991/92 | 2. Hauptrunde                  | 17./18. Aug. 1991        | SC Veltheim (1. Liga) vs. FC Glarus (NLB)                 | 0:2             |                                                                |
| 1991/92 | 1/32-Final                     | 28.09.1991               | FC Glarus (NLB) vs. Grasshopper Club Zürich* (NLA)        | 0:7             | 2'200 Zuschauer                                                |
| 1992/93 |                                |                          |                                                           |                 |                                                                |
| 1992/93 | 1. Hauptrunde                  | 8./9. Aug. 1992          | FC Einsiedeln vs. FC Glarus (1. Liga)                     | 3:1             |                                                                |
| 1993/94 |                                |                          |                                                           |                 |                                                                |
| 1993/94 | 1. Hauptrunde                  | 28./29. Aug. 1993        | FC Seefeld ZH (2. Liga) vs. FC Glarus (1. Liga)           | 2:1             |                                                                |
| 1994/95 |                                |                          |                                                           |                 |                                                                |
| 1994/95 | 1. Hauptrunde                  | 13./14. Aug. 1994        | FC Kirchberg SG (3. Liga) vs. FC Glarus (1. Liga)         | 1:0             |                                                                |
| 1995/96 |                                |                          |                                                           |                 |                                                                |
| 1995/96 | 1. Hauptrunde                  | 9. – 13. Aug. 1995       | FC Landquart vs. FC Glarus (1. Liga)                      | 0:4             |                                                                |
| 1995/96 | 2. Hauptrunde                  | 2. – 3. Sep. 1995        | FC Rapperswil-Jona (2. Liga) vs. FC Glarus (1. Liga)      | 5:1             |                                                                |
| 1996/97 |                                |                          |                                                           |                 |                                                                |
| 1996/97 | 1. Hauptrunde                  | 10./11. Aug. 1996        | FC Bonaduz vs. FC Glarus (1. Liga)                        | 1:2             |                                                                |
| 1996/97 | 2. Hauptrunde                  | 30./31. Aug. 1996        | FC Glarus (1. Liga) vs. FC Wil 1900 (NLB)                 | 0:7             |                                                                |
| 1997/98 |                                |                          |                                                           |                 |                                                                |
| 1997/98 | 2. Hauptrunde                  | 17. – 24. Aug. 1997      | FC Walenstadt vs. FC Glarus (2. Liga)                     | 1:1 (8:9 n. P.) |                                                                |
| 1997/98 | 3. Hauptrunde                  | 6./7. Sep. 1997          | FC Glarus (2. Liga) vs. FC Brugg                          | 0:3             |                                                                |
| 1998/99 |                                |                          |                                                           |                 |                                                                |
| 1998/99 | 1. Runde                       | 8./9. Aug. 1998          | FC Netstal (4. Liga) vs. FC Glarus (2. Liga)              | 1:6 (1:2)       |                                                                |
| 1998/99 |                                | 03. April 1999           | FC Landquart vs. FC Glarus (2. Liga)                      | 0:1 (0:0)       |                                                                |
| 1999/00 |                                |                          |                                                           |                 |                                                                |
| 1999/00 | 1. Hauptrunde                  | 08.08.1999 (10.00 Uhr)   | FC Wallisellen vs. FC Glarus (2. Liga)                    | 0:4             |                                                                |
| 1999/00 | 2. Hauptrunde                  | 21.08.1999 (18.00 Uhr)   | FC Glarus (2. Liga) vs. FC Rorschach (1. Liga)            | 3:1             |                                                                |
| 1999/00 | 3. Hauptrunde                  | 04.09.1999 (17.00 Uhr)   | FC Wetzikon (2. Liga) vs. FC Glarus (2. Liga)             | 3:2             |                                                                |
| 2001/02 |                                |                          |                                                           |                 |                                                                |
| 2001/02 | 1. Vorrunde OFV                | 13.08.2000 – (16.00 Uhr) | FC Davos (4. Liga) vs. FC Glarus (2. Liga)                | 0:1             |                                                                |
| 2001/02 | 2. Vorrunde OFV                | 06.09.2000               | FC Ems (2. Liga) vs. FC Glarus (2. Liga)                  | 1:3             |                                                                |
| 2001/02 | 3. Vorrunde OFV                | 16.04.2001 – (14.30 Uhr) | FC Abtwil-Engelburg (2. Liga) vs. FC Glarus (2. Liga)     | 0:3             |                                                                |
| 2001/02 | 4. Vorrunde OFV                | 30.05.2001 – (20.00 Uhr) | FC Thusis-Cazis (3. Liga) vs. FC Glarus (2. Liga)         | 0:2             |                                                                |
| 2001/02 | 1. Hauptrunde                  | 11.08.2001 – (18.00 Uhr) | FC Glarus (2. Liga) vs. SC Cham (2. Liga Interregional)   | 1:3             |                                                                |

0Orange hinterlegte Spiele = Teilnahme an den Hauptrunden des Schweizer Cups
Die letzte Teilnahme an der Hauptrunde des CH-Cups war in der Saison 2001/2002.

## Bekannte Spieler
Die Geschichte des FC Glarus kann man in drei Teile gliedern:
- Teil 1: Von der Vereinsgründung (1912) bis zu den vier Saisons in der NLB (1912–1985)
- Teil 2: Aufstieg zur nationalen Spitze mit dem Höhepunkt der vier Saisons in der zweithöchsten Liga der Schweiz (NLB)
- Teil 3: nach den vier Saisons in der NLB (1993–2019)

### 1912–1985
- Hans Reutlinger (1942–1954)
- Fritz Künzli (1955–1964)
- Paul Fischli (1955–1965)
- Albert Wyss (1961–1970)
- René Botteron (1963–1972)
- Helmut Huttary (1981–1984)
- Klaus Ondera (1981–1982)

### 1985–1992
| Name               | Nat.        | Zeitraum                |
| ------------------ | ----------- | ----------------------- |
| Koni Gabriel       | Schweiz     | 1972–1991               |
| Wolfgang Frank     | Deutschland | 1984–1988               |
| Georg Zug          | Deutschland | 1986–1991 und 1995–1998 |
| Horst Thoma        | Schweiz     | 1987–1989               |
| Hans-Peter Briegel | Deutschland | 1988–1990               |

| Name             | Nat.                    | Zeitraum                |
| ---------------- | ----------------------- | ----------------------- |
| Willy Scheepers  | Niederlande Deutschland | 1988–1989 und 1990–1991 |
| Markus Jappert   | Schweiz                 | 1988–1990               |
| Elmar Landolt    | Schweiz                 | 1988–1992               |
| Antonio Paradiso | Schweiz                 | 1988–1990               |
| Wolfgang April   | Deutschland             | 1989–1991               |
| Gerhard Schädler | Liechtenstein           | 1989–1990               |

| Name               | Nat.        | Zeitraum                |
| ------------------ | ----------- | ----------------------- |
| Samuel Opoku Nti   | Ghana       | 1991                    |
| Christian Hedinger | Schweiz     | 1990–1991               |
| Marcel Stoob       | Schweiz     | 1990–1991               |
| Uwe Borchardt      | Deutschland | 1992                    |
| Renato Micheroli   | Schweiz     | 1980–1988 und 1991–2000 |
| Herbert Noser      | Schweiz     | 1979–2008               |

### 1993–2023
- Remo Pesenti (1990–1996)
- André Gonçalves Caetano (1999–2005)
- Simon Gössi (2002–2011)
- Mario Casamento (2006–2007)
- Ursal Yasar (1995/96 und 2007/08)
- Ilias Vattis (2023)
- Daniel Senn (2018-2023)

## Trainer der 1. Mannschaft
- 1947–1948: Ernst Spalinger
- 1956–1957: Max Kundert
- 1961–1964: Heinrich Schiesser
- 1981–1982: Helmut Huttary
- 1983:000000Flastimir Milosaylieyic
- 1983–1984: Thomas Leemann
- 1984–1988: Wolfgang Frank
- 1989:000000Peter Stubbe
- 1990:000000Hans-Peter Briegel
- 1991–1994: Elmar Landolt
- 1994–1996: Ernst Wirz
- 1996–1998: Martin Mullis
- 1998:000000Noldi Kalberer (Martin Schuler)
- 1998–2001: Mario Rimini und Martin Schuler
- 2001–2003: Necip Ugras und Ernst Wirz
- 2003–2004: Bajo Hadzic
- 2004–2006: Daniel Berger
- 2006–2008: Alessandro Cescato und Mario Langer
- 2008–2011: Alessandro Cescato und Massimo Fiorenzi (als Assistent)
- 2011–2014: Gerold Bisig
- 2014–2015: Simon Schiesser und Orlando Pozzy (als Assistent)
- 2015–2017: Orlando Pozzy
- 2017–2018: Bajo Hadzic und Pericle Colomberotto (als Assistent)
- 2018–2019: Mentor Boshtraj und Mehmet Kurtishaj (als Assistent)
- 2019–2021: Mentor Boshtraj und Mirko Hofer (als Assistent)
- 2021–2022: Pascal Studer und Renato Micheroli (als Assistent)
- 2022:000000Alessandro Cescato

## Vereinspräsidenten
- 22. Januar 1912 – 2. Februar 1912 Otto Kubli
- 2. Februar 1912 – 20. Mai 1912 Christian Bieri
- 20. Mai 1912 – 1913 P. Cordillot
- 1913–1914 Walter Henneberger
- 1914–1916 vakant
- 1916–1917 Heinrich Nievergelt
- 1917–1920 vakant
- 1920–1921 Hermann Tremp
- 1921000000Anton Künzle
- 1921–1923 Otto Kubli
- 1923–1925 Walter Henneberger
- 1925–1937 Adolf Hüsser
- 1937–1940 Waldemar Kubli
- 1940–1942 Ernst Spalinger senior
- 1942–1951 Paul Zimmermann senior
- 1951–1954 Jeanfritz Stöckli
- 1954–1958 Werner Spalinger
- 1958–1961 Felix Streiff
- 1961–1965 Jakob Fergg
- 1965–1966 Fritz Hösli
- 1966–1968 Felix Streiff
- 1968–1972 Walter Wyss
- 1972–1974 Rudolf Stüssi
- 1974–1977 Paul Zimmermann junior
- 1977–1987 Bruno Müller
- 1987–1995 Fritz «Ypsch» Hösli (während der NLB-Zeit in den 1980er Jahren)
- 1995–2000 Martin Feusi
- 2000–2002 Bert Müller
- 2002–2014 Renato Micheroli
- 2014-2025 Koni Gabriel
- 202500000Philip Petruzzi und Fabio Manganelli (Co-Präsidium)

## Historische Spiele/Historische Kader/Historische Tabellen

### NLB-Sieg gegen den FC Basel
13. August 1988, Saison 1988/89, NLB Qualifikationsrunde, Gruppe Ost

FC Basel – FC Glarus 1:2 (1:0)

St. Jakob-Park – 4'300 Zuschauer

SR: François Xavier Amherdt (Sierre)

Tore:

37. min Ralph Thoma (FC Basel) 1:0

82. min Peter Lötscher (FC Glarus) 1:1

88. min Georg Zug (FC Glarus) 1:2

FC Basel: Remo Brügger, Uwe Dittus, Markus Hodel, Kurt Spirig, André Rindlisbacher, Mario Moscatelli, Enrique Mata, Bruno Hänni, Rolf Baumann, Ralph Thoma (59. min Patrick Rahmen), Lucio Esposito (81. min Beat Aebi)

FC Glarus: Markus Jappert, André Bär, Daniel Berger, Herbert Noser, Horst Thoma, Daniele Biasco (63. min Peter Lötscher), Koni Gabriel, Elmar Landolt, Antonio Paradiso (77. min Sven Zingraf), Gianni Di Renzo, Georg Zug

Gelb-Rote-Karte: 86. min Koni Gabriel

Bemerkungen: FC Basel ohne Massimo Ceccaroni und Fanciulli; FC Glarus ohne Spielertrainer Wolfgang Frank, Torhüter Zoran Markov, Urs Oswald, Markus Hagmann und Daniel Mann (alle verletzt)

Der FC Basel war zu diesem Zeitpunkt (vor und nach dieser Spielrunde) Tabellenführer der NLB Gruppe Ost. Für den FC Glarus war dies der erste Sieg in der NLB (in der 6. Runde der NLB Gruppe Ost Saison 1988/89). Gemäss Spieltelegramm des FC Basel: Obszöne Gesten der Glarner Ersatzspieler gegenüber dem Basler Publikum nach Gabriels Platzverweis. Sehr gute Schiedsrichterleistung. Corner: FC Basel: 4 / FC Glarus: 5.

### Senioren-40+-Schweizer-Meister
24. Mai 2008, Saison 2007/08, Schweizer-Meisterschafts-Final und Schweizer-Cup-Final Veteranen (Senioren 40+)

FC Glarus – FC Echichens 2:1 (1:0)

Erli, Kerzers (FR)

SR: R. Aegerter, D. Pezzela, K. Gauch

Tore:

45. min Beat Grossmann (FC Glarus) 1:0

51. min Legler (FC Glarus) 2:0

54. min Pfister (FC Echichens) 2:1

FC Glarus: Bruno Largo, Christian Ronner, Fabio Andretta, Markus Hagmann, Hanspeter Blunschi, Peter Michel, Koni Gabriel, René Santavenere, Beat Grossmann, Orlando Pozzy, Hanspeter Legler, Herbert Noser, Leonardo Stabile, Anton Tresch, Peter Aebli, Fridolin Stüssi – Coach: Georg Zug

FC Echichens: Cruchon, Gomez, Girardet, Bamert, Sunier, Christophe Ohrel, Dumuid, Ferrari, Jotterand, Pfister, Mancini, Katz, Seiler, Lagier, Pernet, Pittet, Auberger, Roulet, Eschmann, Carrard, Dubuis, Reichenbach, Hug – Coaches: T. Balsiger, E. Andrey

Bemerkung: Georg Zug war einer der herausragenden Spieler dieses Teams. Aufgrund einer Sperre aus dem Halbfinal konnte er im Final nicht eingesetzt werden und fungierte als Coach.

### Alle NLB-Spiele des FC Glarus
|            | Qualifikationsrunde Saison 1988/89 |
| 23.07.1988 | SC Zug (H) 0:1                     |
| 27.07.1988 | FC Winterthur (A) 1:1              |
| 30.07.1988 | FC Chiasso (H) 0:0                 |
| 06.08.1988 | FC Emmenbrücke (A) 0:1             |
| 10.08.1988 | FC Baden (H) 2:2                   |
| 13.08.1988 | FC Basel (A) 2:1                   |
| 16.08.1988 | FC Schaffhausen (H) 3:1            |
| 27.08.1988 | FC Zürich (A) 1:7                  |
| 31.08.1988 | BSC Old Boys Basel (A) 2:4         |
| 10.09.1988 | FC Chur (H) 2:2                    |
| 17.09.1988 | FC Locarno (A) 0:3                 |
| 24.09.1988 | SC Zug (A) 1:3                     |
| 02.10.1988 | FC Winterthur (H) 0:1              |
| 09.10.1988 | FC Chiasso (A) 1:3                 |
| 16.10.1988 | FC Emmenbrücke (H) 0:2             |
| 22.10.1988 | FC Baden (A) 0:6                   |
| 30.10.1988 | FC Basel (H) 0:3                   |
| 06.11.1988 | FC Schaffhausen (A) 1:2            |
| 20.11.1988 | FC Zürich (H) 1:2                  |
| 27.11.1988 | BSC Old Boys Basel (H) 1:2         |
| 04.12.1988 | FC Chur (A) 1:3                    |
| 11.12.1988 | FC Locarno (H) 0:8                 |
|            |                                    |
|            | Abstiegsrunde Saison 1988/89       |
| 25.03.1989 | FC Winterthur (H) 0:4              |
| 01.04.1989 | Urania Genève Sport (H) 2:0        |
| 08.04.1989 | Montreux-Sports (A) 4:0            |
| 15.04.1989 | FC Chur (A) 2:1                    |
| 22.04.1989 | FC La Chaux-de-Fonds (H) 2:1       |
| 29.04.1989 | FC Winterthur (A) 0:1              |
| 05.05.1989 | Urania Genève Sport (A) 2:1        |
| 13.05.1989 | Montreux-Sports (H) 0:0            |
| 20.05.1989 | FC Chur (H) 3:1                    |
| 27.05.1989 | FC La Chaux-de-Fonds (A) 1:0       |

|            | Qualifikationsrunde Saison 1989/90 |
| 22.07.1989 | FC Brüttisellen (H) 3:0            |
| 26.07.1989 | FC Winterthur (A) 0:3              |
| 29.07.1989 | FC Locarno (H) 1:1                 |
| 05.08.1989 | FC Zug (A) 3:4                     |
| 09.08.1989 | FC Zürich (H) 0:2                  |
| 12.08.1989 | FC Baden (A) 0:2                   |
| 15.08.1989 | SC Zug (H) 0:1                     |
| 23.08.1989 | FC Chiasso (A) 1:1                 |
| 27.08.1989 | FC Chur (A) 0:1                    |
| 09.09.1989 | FC Schaffhausen (H) 3:3            |
| 16.09.1989 | FC Emmenbrücke (A) 0:3             |
| 23.09.1989 | FC Brüttisellen (A) 3:2            |
| 01.10.1989 | FC Winterthur (H) 0:2              |
| 07.10.1989 | FC Locarno (A) 3:6                 |
| 15.10.1989 | FC Zug (H) 1:1                     |
| 22.10.1989 | FC Emmenbrücke (H) 2:2             |
| 29.10.1989 | FC Zürich (A) 0:2                  |
| 05.11.1989 | FC Baden (H) 1:1                   |
| 12.11.1989 | SC Zug (A) 1:1                     |
| 18.11.1989 | FC Chiasso (H) 0:0                 |
| 26.11.1989 | FC Chur (H) 2:2                    |
| 03.12.1989 | FC Schaffhausen (A) 3:1            |
|            |                                    |
|            | Abstiegsrunde Saison 1989/90       |
| 11.03.1990 | ES FC Malley LS (A) 0:2            |
| 18.03.1990 | Étoile Carouge (A) 1:1             |
| 25.03.1990 | FC Emmenbrücke (H) 1:1             |
| 01.04.1990 | FC Brüttisellen (A) 2:2            |
| 16.04.1990 | Montreux-Sports (H) 1:1            |
| 25.04.1990 | Montreux-Sports (A) 2:0            |
| 28.04.1990 | FC Brüttisellen (H) 2:1            |
| 05.05.1990 | FC Emmenbrücke (A) 0:0             |
| 12.05.1990 | Étoile Carouge (H) 1:1             |
| 19.05.1990 | ES FC Malley LS (H) 1:1            |

|                    | Qualifikationsrunde Saison 1990/91 |
| 25.07.1990         | SC Zug (A) 0:0                     |
| 28.07.1990         | SC Kriens (H) 2:0                  |
| 04.08.1990         | FC Locarno (A) 0:5                 |
| 08.08.1990         | FC Emmenbrücke (H) 2:1             |
| 11.08.1990         | FC Winterthur (A) 3:1              |
| 14.08.1990         | FC Baden (H) 0:2                   |
| 25.08.1990         | FC Chur (H) 0:1                    |
| 01.09.1990         | FC Chiasso (A) 2:7                 |
| 05.09.1990         | FC Basel (H) 0:0                   |
| 15.09.1990         | FC Schaffhausen (H) 0:5            |
| 22.09.1990         | AC Bellinzona (H) 0:0              |
| 06.10.1990         | SC Zug (H) 3:1                     |
| 13.10.1990         | SC Kriens (A) 1:3                  |
| 20.10.1990         | FC Locarno (H) 2:6                 |
| 27.10.1990         | FC Emmenbrücke (A) 1:1             |
| 04.11.1990         | FC Winterthur (H) 1:1              |
| 11.11.1990         | FC Baden (A) 3:6                   |
| 18.11.1990         | FC Chur (A) 1:1                    |
| 02.12.1990         | FC Basel (A) 0:3                   |
| 05.12.1990         | FC Chiasso (H) 1:3                 |
| 09.12.1990         | FC Schaffhausen (A) 0:7            |
| 16.12.1990         | AC Bellinzona (A) 1:4              |
|                    |                                    |
|                    | Abstiegsrunde Saison 1990/91       |
| 17.03.1991         | ES FC Malley LS (A) 3:1            |
| 30.03.1991         | FC Winterthur (H) 1:1              |
| 06.04.1991         | FC Grenchen (A) 1:3                |
| 13.04.1991         | CS Chênois (H) 3:1                 |
| 20.04.1991         | SC Kriens (H) 2:2                  |
| 27.04.1991         | SC Kriens (A) 1:4                  |
| 04.05.1991         | CS Chênois (A) 1:1                 |
| 11.05.1991         | FC Grenchen (H) 1:1                |
| 18.05.1991         | FC Winterthur (A) 0:2              |
| 25.05.1991         | ES FC Malley LS (H) 0:1            |
|                    |                                    |
| Entscheidungsspiel | Montreux-Sports (H) 2:1            |
| Entscheidungsspiel | Montreux-Sports (A) 1:3            |

|            | Qualifikationsrunde Saison 1991/92 |
| 24.07.1991 | FC Brüttisellen (A) 0:5            |
| 27.07.1991 | FC Schaffhausen (H) 0:4            |
| 03.08.1991 | FC Locarno (A) 0:3                 |
| 06.08.1991 | SC Kriens (H) 1:2                  |
| 10.08.1991 | FC Emmenbrücke (A) 3:0             |
| 17.08.1991 | FC Baden (H) 1:1                   |
| 24.08.1991 | FC Chiasso (A) 0:0                 |
| 28.08.1991 | AC Bellinzona (H) 2:2              |
| 07.09.1991 | SC Zug (A) 0:3                     |
| 14.09.1991 | FC Chur (H) 2:1                    |
| 17.09.1991 | FC Winterthur (A) 1:3              |
| 21.09.1991 | FC Brüttisellen (H) 0:2            |
| 05.10.1991 | FC Schaffhausen (A) 0:5            |
| 12.10.1991 | FC Locarno (H) 0:3                 |
| 15.10.1991 | SC Kriens (A) 0:5                  |
| 19.10.1991 | FC Emmenbrücke (H) 2:0             |
| 26.10.1991 | FC Baden (A) 0:2                   |
| 03.11.1991 | FC Chiasso (H) 1:5                 |
| 10.11.1991 | FC Chur (A) 0:5                    |
| 17.11.1991 | AC Bellinzona (A) 2:1              |
| 24.11.1991 | SC Zug (H) 1:2                     |
| 01.12.1991 | FC Winterthur (H) 0:6              |
|            |                                    |
|            | Abstiegsrunde Saison 1991/92       |
| 08.03.1992 | SR Delémont (A) 0:4                |
| 22.03.1992 | Étoile Carouge (A) 2:5             |
| 04.04.1992 | Urania Genève Sport (H) 2:2        |
| 08.04.1992 | FC Brüttisellen (H) 1:1            |
| 11.04.1992 | FC Winterthur (A) 0:4              |
| 25.04.1992 | FC Winterthur (H) 0:4              |
| 02.05.1992 | Urania Genève Sport (A) 0:4        |
| 09.05.1992 | Étoile Carouge (H) 0:1             |
| 16.05.1992 | FC Brüttisellen (A) 1:5            |
| 23.05.1992 | SR Delémont (H) 0:5                |

- Resultate immer aus Sicht des FC Glarus

Total spielte der FC Glarus 128 Spiele in der zweithöchsten Liga (NLB) (ohne Entscheidungsspiele). Dabei gewann er 24 Spiele, spielte 36 Mal unentschieden bei 68 Niederlagen. Die Tordifferenz betrug −157 Tore. Als der FC Glarus in der NLB spielte, galt noch die 2-Punkte-Regel: der FC Glarus konnte insgesamt 84 Punkte gewinnen (hochgerechnet mit der 3-Punkte-Regel, wären dies 108 Punkte gewesen).

### NLB-Kader 1988/89
Torhüter: Zoran Markov, Markus Jappert

Feldspieler: André Bär, Daniel Berger, Daniele Biasco, Gianni Di Renzo, Wolfgang Frank, Koni Gabriel, Markus Hagmann, Elmar Landolt, Mario Langer, Peter Lötscher, Daniel Mann, Renato Micheroli, Herbert Noser, Urs Oswald, Antonio Paradiso, Carlo Ramensperger, Werner Rechsteiner, Horst Thoma, Mario Zanelli, Sven Zingraf, Georg Zug

Spielertrainer: Wolfgang Frank, Coach: Ernst Wirz

### NLB-Kader 1989/90
Torhüter: Markus Jappert, Hanspeter Fischli, René Stauffacher

Feldspieler: Wolfgang April, Marcel Arioli, René Aubrun, Daniele Biasco, Hans-Peter Briegel, Donato De Giovanni, Gianni Di Renzo, Koni Gabriel, Markus Hagmann, Mirko Hofer, Manfred Janser, Elmar Landolt, Renato Micheroli, Antonio Paradiso, Orlando Pozzy, Gerhard Schädler, Kurt Strebel, Kevin Streule, Horst Thoma, Georg Zug, Mitric, Werner Rechsteiner 

Trainer: Hans-Peter Briegel, Peter Stubbe / Coach: Ernst Wirz

### NLB-Kader 1990/91
Torhüter: Stephan Zwahlen, Jack Leuzinger

Feldspieler: Wolfgang April, Alessandro Baldi, Harry Baumann, Hans-Peter Briegel, Donato De Giovanni, Gianni Di Renzo, Heinz Fischer, Michael Gänssler, Christian Hedinger, Manfred Janser, Elmar Landolt, Markus Ott, Urs Oswald, Orlando Pozzy, Werner Rechsteiner, Marcel Stoob, Horst Thoma, Georg Zug

Trainer: Ernst Wirz

### NLB-Kader 1991/92
Torhüter: Stefan Zwahlen, Franco Glaus 

Feldspieler: Markus Ott, Samuel Opoku Nti, Harry Baumann, Elmar Landolt, Ivan Rabello, Martin Grasso, Renato Micheroli, Robert Medimorec, Urs Oswald, Orlando Pozzy, Donato De Giovanni, Goran Milosevic, Manfred Janser, Mario Langer, Mirko Hofer, Roger Schnyder, Ivano Del Bove, Juan Carlos Quiroga, Martin Leuzinger 

Trainer: Elmar Landolt

## Ausrüster und Trikot-Sponsoren

### Ausrüster
| Jahr      | Firma  | Logo |
| --------- | ------ | ---- |
| seit 1976 | Adidas |      |

### Trikot-Sponsoren
| Jahr      | Firma                                   |
| --------- | --------------------------------------- |
| 1977/78   | Peter Leuzinger AG                      |
| 1979/80   | Rudolf Steiner Linthbrugg Garage Mollis |
| 1981/82   | F. Steiner + Söhne AG Mollis            |
| 1983–1985 | National Versicherung                   |
| 1987/88   | W. Oberer AG, Glarus                    |
| 1988–1991 | Forbo Alpina                            |
| 1991–2000 | Glarner Nachrichten                     |
| 2005–2007 | ElcoTherm                               |
| 2007/08   | Beglinger Männermode, Glarus            |
| 2009/10   | Bio-Laden, Netstal                      |
| 2011/12   | Restaurant Tris, Netstal                |
| 2018/19   | wischge.com                             |
| seit 2019 | Peter Bamert Bodenwelten GmbH, Glarus   |

## Trivia
Der Glarner Sänger und Komponist Salvo hat anlässlich des Aufstieges in die NLB im Jahr 1988 ein Lied für den FC Glarus komponiert mit dem Titel «Eimal isch kei Mal».
In der ewigen Tabelle der 1. Liga belegt der FC Glarus den 165. Rang (Stand: Ende Saison 2018/19). Insgesamt spielte der FC Glarus 6 Saisons in der 1. Liga und absolvierte dabei 156 Spiele. Davon gewann er 57 Spiele, spielte 41 Mal unentschieden und verlor insgesamt 58 Mal. Dabei erzielten seine Spieler 217 Tore und kassierten 260 Tore. Dies ergibt eine Tordifferenz von −43 Toren. Hochgerechnet auf die 3-Punkte-Regel, erzielte der FC Glarus 212 Punkte (effektiv gewonnene Punkte = 169 Punkte).